# John F. Kennedy
John Fitzgerald Kennedy  (Brookline, Massachusetts, 29 de mayo de 1917-Dallas, Texas, 22 de noviembre de 1963) fue un político estadounidense del Partido Demócrata que se desempeñó como el trigésimo quinto presidente de los Estados Unidos. También fue conocido como Jack por sus amigos o por su sobrenombre JFK.
Durante la Segunda Guerra Mundial, destacó como comandante de la lancha torpedera PT-109 en el área del Pacífico Sur. En un reconocimiento, la PT-109 fue impactada por un destructor japonés, que partió la lancha en dos y ocasionó una explosión. La tripulación a su cargo nadó hasta una isla y sobrevivió hasta ser rescatada. Esta hazaña le dio popularidad y con ella comenzó su carrera política. 
Kennedy representó al estado de Massachusetts como miembro de la Cámara de Representantes desde 1947 hasta 1953. Luego, como senador, desde 1953 hasta que asumió la Presidencia en 1961. Con 43 años, fue el candidato presidencial del Partido Demócrata en 1960, derrotó a Richard Nixon en una de las votaciones presidenciales más ajustadas. Kennedy había sido la última persona en ser elegida ejerciendo el cargo de senador.
Ganador de las elecciones presidenciales de 1960, ejerció desde el 20 de enero de 1961 hasta su asesinato en 1963. Durante su gobierno tuvieron lugar la invasión de bahía de Cochinos, la crisis de los misiles de Cuba, la construcción del Muro de Berlín, el inicio de la carrera espacial y la consolidación del Movimiento por los derechos civiles en Estados Unidos, así como las primeras acciones de su país en la guerra de Vietnam.
Falleció asesinado el 22 de noviembre de 1963 en Dallas, Texas, crimen por el que fue arrestado Lee Harvey Oswald, asesinado dos días después por Jack Ruby, por lo que no pudieron someterlo a juicio. La Comisión Warren concluyó que Oswald había actuado solo en el asesinato. Sin embargo, el Comité Selecto de la Cámara sobre Asesinatos estimó en 1979 que pudo existir una conspiración. El tema ha sido muy debatido y existen múltiples teorías sobre el magnicidio. Fue el cuarto presidente en funciones en ser asesinado, tras Abraham Lincoln, James A. Garfield y William McKinley.
Muchos han considerado a Kennedy como un icono de las aspiraciones y esperanzas estadounidenses; en algunas encuestas en su país continúa siendo estimado como uno de los mejores presidentes de los Estados Unidos.

## Biografía

### Infancia y juventud
Los padres de Kennedy fueron Joseph P. Kennedy, Sr. y Rose Fitzgerald. Joseph fue un empresario exitoso y líder de la comunidad irlando-estadounidense; fue embajador ante el Reino Unido. Rose era la hija mayor de John "Honey Fitz" Fitzgerald, una prominente figura política de Boston, que fue congresista y alcalde de su ciudad. El matrimonio tuvo nueve hijos. John fue el segundo de ellos. Nació en el número 83 de la calle Beals, en Brookline, Massachusetts, el martes 29 de mayo de 1917, a las 3:00 p. m.
Durante sus primeros diez años de vida, vivió en Brookline. Realizó sus estudios en el colegio público Edward Devotion School desde la guardería hasta el comienzo del tercer grado. Durante el cuarto grado estudió en un colegio privado para hombres llamado Noble and Greenough, que posteriormente denominaron Dexter School.
En septiembre de 1927, se mudó con su familia a una mansión de 20 habitaciones arrendada en Riverdale, en el barrio del Bronx de Nueva York. Dos años después, volvieron a mudarse a cinco millas al noreste, a una mansión de 21 habitaciones en un campo de seis acres en Bronxville, Nueva York, adquirida en mayo de 1929. Fue scout, miembro de la tropa "Scout Troop 2" de Bronxville, desde 1929 hasta 1931, siendo el primer scout que llegó a presidente de los Estados Unidos. Pasaba sus veranos junto a su familia en una casa en Hyannis Port, Massachusetts, también comprada en 1929, y las fiestas de Navidad y Pascua de Resurrección se reunían en su casa de Palm Beach, Florida, que adquirieron en 1933. Desde el quinto hasta el séptimo grado, John estudió en el colegio privado "Riverdale Country School", un colegio exclusivo para hombres en Riverdale.
En septiembre de 1930 Kennedy fue enviado al internado de varones "Canterbury School" para cursar su octavo grado; este colegio se encontraba a cincuenta millas de su hogar en New Milford, Connecticut. A finales de abril de 1931 sufrió un ataque de apendicitis y fue sometido a una apendicectomía, tras lo que se retiró de "Canterbury" para recuperarse en su hogar. En septiembre de 1931, John fue enviado con su hermano mayor, Joe, dos años mayor que él, al colegio privado masculino "The Choate School", a sesenta millas de su casa en Wallingford, Connecticut, un instituto de preparación para la universidad. En enero de 1934, en Choate, enfermó perdiendo mucho peso; fue hospitalizado en el "Yale-New Haven Hospital" hasta Pascua, y pasó la mayoría de junio de 1934 hospitalizado en la clínica Mayo en Rochester, Minnesota, sometido a análisis por la colitis que padecía.
Se graduó de Choate en junio de 1935. El "superlativo"  de Kennedy en la revista de fin de año del colegio fue "El que tiene más probabilidades de llegar a presidente". En septiembre de 1935 viajó a Londres en el SS Normandie, en el que sería su primer viaje al extranjero. Lo acompañaban sus padres y su hermana Kathleen. La idea del viaje era que el joven Kennedy estudiara un año con el profesor Harold Laski en la London School of Economics (LSE), tal como había hecho su hermano mayor, Joe. Pero en su segunda semana en la LSE tuvo que ser hospitalizado a causa de una ictericia. Debido a ello, se embarcó de vuelta a Estados Unidos tras haber permanecido tres semanas en el Reino Unido. En octubre de 1935, Kennedy se matriculó con retraso en la Universidad de Princeton, donde estuvo solamente seis semanas, ya que entre enero y febrero de 1936 fue hospitalizado durante dos semanas en el "Peter Bent Brigham Hospital", en Boston, para que le realizaran observaciones por una posible leucemia. Entre marzo y abril de ese año permaneció en Palm Beach, en la casa de invierno de la familia, recuperándose, y durante mayo y junio trabajó en el rancho de 40 000 acres de las afueras de Benson, Arizona. Después, entre julio y agosto participó en competiciones de vela, mientras se alojaba en la casa de veraneo de su familia en Hyannis Port.
En septiembre de 1936, ante la imposibilidad de volver a la LSE por su frágil salud, se matriculó para cursar su primer año en la Universidad Harvard, residiendo en Winthrop House desde el primero hasta el último curso. Nuevamente siguió los pasos de su hermano Joe, quien ya llevaba dos años en la universidad. En julio de 1937, viajó a Francia en el SS Washington, trasladando también su coche descapotable. Pasó diez semanas conduciendo con un amigo, no solo por ese país, sino también por Italia, Alemania, los Países Bajos y el Reino Unido.
A finales de junio de 1938, viajó junto a su padre y a su hermano Joe en el SS Normandie para trabajar el mes de julio en la embajada estadounidense en Londres, pues su padre había sido nombrado Embajador de Estados Unidos ante la "Corte de St. James" por el presidente Franklin D. Roosevelt. En agosto fueron juntos a una villa cercana a Cannes. Desde febrero hasta septiembre de 1939, Kennedy recorrió Europa, la Unión Soviética, la Península Balcánica y Oriente Medio para reunir información para su tesis en Universidad Harvard. Pasó los últimos diez días de agosto en Checoslovaquia y Alemania antes de regresar a Londres el 1 de septiembre de 1939, justo el mismo día en que ocurrió la invasión alemana a Polonia. El 3 de septiembre de 1939, estuvo junto con sus padres, su hermano Joe y su hermana Kathleen en la "Strangers Gallery" de la Cámara de los Comunes, donde escuchó discursos de apoyo a la declaración de guerra del Reino Unido a Alemania. Kennedy fue enviado por su padre como su representante para ayudar en las gestiones para socorrer a los sobrevivientes estadounidenses del transatlántico Athenia. A fines de septiembre regresó a EE. UU. en un vuelo transatlántico en un Dixie Clipper de la Pan Am, que voló desde Foynes, Irlanda, hasta Port Washington, Nueva York.
En 1940 completó su tesis, «Appeasement in Münich», sobre la participación del Reino Unido en los Acuerdos de Múnich. Inicialmente quería que su tesis fuera privada, pero su padre lo convenció para que la publicara en un libro. Se graduó cum laude en Harvard con un título en relaciones internacionales en junio de 1940, y en julio del mismo año su tesis fue publicada con el título Por qué Inglaterra se durmió (Why England Slept), que se convirtió en un superventas.
Entre septiembre y diciembre de 1940 asistió a clases en el Stanford Graduate School of Business. A comienzos de 1941, ayudó a su padre a completar la redacción de sus memorias de tres años como embajador. En mayo y junio de 1941 viajó por América del Sur.

### Servicio militar

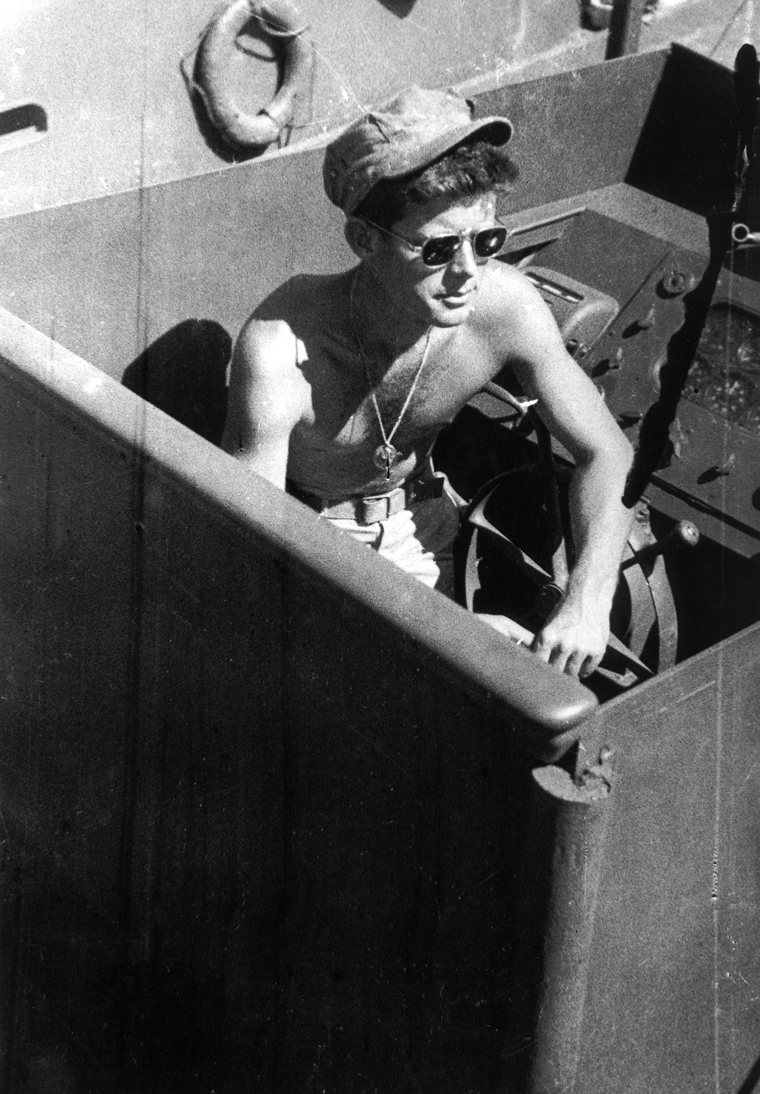
Kennedy a bordo de su PT-109.

En la primavera de 1941 se ofreció como voluntario para el Ejército de los Estados Unidos, pero fue rechazado principalmente por sus problemas de columna. Sin embargo, en septiembre de ese año la Armada de los Estados Unidos lo aceptó, por la influencia del director de la Oficina de Inteligencia Naval (ONI), un antiguo ayudante naval de su padre en su etapa como embajador en Gran Bretaña. Con el rango de alférez de fragata, trabajó en una oficina encargada de los boletines y los informes que se presentaban al Secretario de la Marina. Fue en este período cuando ocurrió el ataque a Pearl Harbor. Estuvo estudiando en la Escuela de Entrenamiento de Oficiales de la Reserva Naval (Naval Reserve Officers Training School) y en el Centro de Entrenamiento de Escuadrones de Lanchas Torpederas (Motor Torpedo Boat Squadron Training Center) antes de ser destinado a Panamá y finalmente a las operaciones del Pacífico. Participó en varias misiones y fue ascendido a alférez de navío (comandando una lancha "patrulla torpedera" PT boat, lanchas pequeñas y rápidas destinadas a atacar por sorpresa grandes buques, cuyo efecto fue comparado con el de los mosquitos).
El 2 de agosto de 1943, la lancha de Kennedy, la PT-109, fue abordada por el destructor japonés Amagiri mientras participaba en una misión nocturna cerca de Nueva Georgia, en las Islas Salomón. John cayó de la lancha, hiriéndose nuevamente la columna. A pesar de su lesión, ayudó a sus otros diez compañeros sobrevivientes, y en especial a uno al que cargó por estar muy malherido, a llegar a una isla donde fueron rescatados. Por esta acción, recibió la Medalla de la Marina y del Cuerpo de Marines (Navy and Marine Corps Medal) y el siguiente reconocimiento:

Por una conducta extremadamente heroica como Oficial Comandante de la Lancha Torpedera 109 luego de la colisión y hundimiento del navío en la guerra del Pacífico el 1-2 de agosto de 1943. Sin importar el daño personal, el alférez de navío Kennedy luchó sin vacilar contra las adversidades en las tinieblas para dirigir las operaciones de rescate, nadando muchas horas para rescatar y proveer de ayuda y comida a sus compañeros una vez que éstos se encontraban a salvo en la costa. Su valor sobresaliente, entereza y liderazgo contribuyeron a salvar la vida de muchas personas y a mantener las mejores tradiciones de la Armada estadounidense.

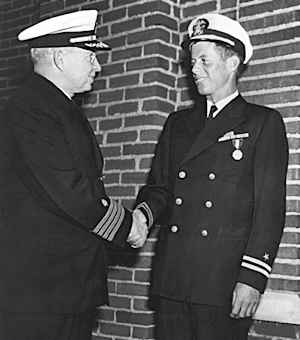
El teniente Kennedy, recibiendo de manos del capitán Conklin la "Medalla de la Marina y del Cuerpo de Marines".

Otras condecoraciones de Kennedy en la Segunda Guerra Mundial fueron el Corazón Púrpura, la Medalla de la Campaña Asia-Pacífico (Asiatic-Pacific Campaign Medal) y la Medalla de Victoria de la Segunda Guerra Mundial (World War II Victory Medal). Fue dado honorablemente de baja a principios de 1945, unos pocos meses antes de la rendición japonesa. Sus actos en la guerra fueron popularizados cuando fue elegido presidente, siendo objeto de varios artículos de revistas, libros, historietas, especiales de televisión y películas. Contribuyó a hacer de la PT-109 una de las naves más famosas de la Armada de los Estados Unidos durante la Guerra: modelos a escala e incluso figuras de G.I. Joe sobre el incidente siguen produciéndose en el siglo XXI.
Durante su presidencia, Kennedy admitió privadamente a sus amigos que no se sentía merecedor de las medallas recibidas, pues el incidente de la PT-109 fue resultado de una operación militar que costó la vida a dos miembros de su tripulación. Cuando un reportero le preguntó cómo se convirtió en un héroe, Kennedy bromeó: "Fue involuntario. Ellos hundieron mi barco".
En agosto de 1963, tres meses antes de su asesinato, Kennedy escribió: "A cualquier hombre que se le pregunte en este siglo qué hizo para que su vida valiera la pena, creo que puede responder con harto orgullo y satisfacción: serví en la Marina de los Estados Unidos".
En mayo de 2002, una expedición de la National Geographic encontró lo que se supone son los restos de la PT-109 en las Islas Salomón. Un miembro de la familia Kennedy viajó a las islas para entregar un regalo a quienes rescataron a John y que todavía permanecían con vida, pero problemas de comunicación les impidieron participar en la ceremonia. Los guardacostas australianos a los que avisaron los nativos fueron invitados a la Casa Blanca.

### Inicios de su vida política
Terminada la Segunda Guerra Mundial, Kennedy consideró la idea de hacerse periodista. En los años anteriores a la guerra no había pensado en la política, pues su familia había depositado sus esperanzas políticas en su hermano mayor, Joseph P. Kennedy, Jr. Sin embargo, Joseph falleció en la Segunda Guerra Mundial. Cuando en 1946 el Representante de los Estados Unidos James Michael Curley dejó su cargo vacante en un distrito predominantemente demócrata para aspirar al cargo de alcalde de Boston, Kennedy se postuló al cargo de Representante, obteniendo la victoria ante su oponente republicano por una amplia mayoría. Fue miembro del Congreso durante seis años. Sus votos a las distintas iniciativas no se ajustaron a una tendencia fija, y frecuentemente diferían de la posición del presidente Harry S. Truman y de la del resto del Partido Demócrata. En 1952 venció al candidato republicano Henry Cabot Lodge, Jr. en la elección por el cargo de senador de los EE. UU.
Kennedy contrajo matrimonio con Jacqueline Lee Bouvier el 12 de septiembre de 1953. Durante los dos años siguientes se sometió a varias operaciones por sus problemas de columna vertebral. Llegó a estar a las puertas de la muerte (recibió entonces el sacramento de la extremaunción, como haría cuatro veces en su vida). Estuvo por tanto ausente en varias sesiones del Senado. Durante su convalecencia escribió Perfiles de Coraje, libro en el que describe ocho situaciones en las que senadores de EE. UU. arriesgaron sus carreras por mantenerse firmes en sus convicciones y creencias personales. El libro fue premiado en 1957 con el premio Pulitzer a la mejor biografía.
En 1956, el candidato presidencial Adlai Stevenson dejó en manos de la Convención del Partido Demócrata la nominación de un candidato a la vicepresidencia de los EE. UU. Kennedy terminó segundo en las votaciones, superado por el senador Estes Kefauver de Tennessee. Gracias a este episodio y a pesar de su derrota, Kennedy adquirió notoriedad nacional, lo cual le ayudaría en los años siguientes. Su padre, Joseph Kennedy, señaló que en el fondo era bueno para John no haber obtenido la nominación, porque luego muchos hubieran culpado a los católicos de la derrota electoral, aunque en privado reconocieran que cualquier demócrata hubiera tenido graves dificultades compitiendo contra Eisenhower en 1956.
John F. Kennedy votó, como senador, la aprobación final de la Ley de Derechos Civiles de 1957, la primera ley que protegía algunos derechos de las minorías, particularmente el derecho efectivo al voto de los negros en los estados sureños. Sin embargo, previamente Kennedy había votado a favor de una enmienda que limitaba la capacidad de los tribunales para perseguir los incumplimientos de tales derechos civiles, enmienda que estrechaba en gran parte la efectividad de la ley (dejaba a la ley "sin dientes", como se dijo entonces), al impedir la condena de los que la violaran. Algunos segregacionistas radicales, como los senadores James Eastland y John McClellan, o el gobernador de Misisipi James Coleman, fueron de los primeros que apoyaron la campaña presidencial de Kennedy. En 1958, Kennedy fue reelegido como senador por un segundo período, derrotando por amplio margen a su oponente republicano, el abogado bostoniano Vincent J. Celeste.
Años después se revelaría que en septiembre de 1947, cuando tenía 30 años de edad y durante su primer período como congresista, Kennedy fue diagnosticado con la enfermedad de Addison (una deficiencia hormonal muy rara) por Sir Daniel Davis en "The London Clinic". Este y otros problemas médicos fueron mantenidos en secreto para el público y para la prensa durante toda la vida de Kennedy.
El senador republicano por Wisconsin Joseph McCarthy, principal responsable de la persecución anticomunista de principios de los años 1950, fue un gran amigo de la familia Kennedy. Joe Kennedy apoyó siempre a McCarthy. Robert F. Kennedy trabajó para el subcomité de McCarthy, y McCarthy estuvo relacionado sentimentalmente con Patricia Kennedy. En 1954, cuando el Senado estudiaba condenar al senador de Wisconsin, John Kennedy redactó un discurso censurando a McCarthy, pero nunca lo entregó. El 2 de diciembre de 1954 el senador Kennedy se encontraba en el hospital cuando el Senado comunicó su altamente publicitada decisión de censurar a McCarthy. Aunque ausente, Kennedy pudo haber influido en la decisión, pero optó por no hacerlo y nunca indicó cómo hubiera votado. Este episodio dañó severamente el apoyo a Kennedy en la comunidad más progresista, especialmente de Eleanor Roosevelt, incluso en la elección de 1960.

### Elección presidencial de 1960

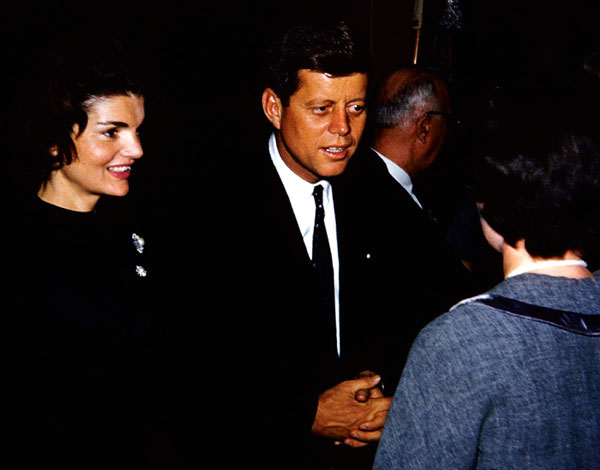
John y Jackie Kennedy en campaña (Appleton, Wisconsin), marzo de 1960.

El 2 de enero de 1960, Kennedy manifestó su intención de competir en las presidenciales de ese año. En las elecciones primarias del partido demócrata, compitió con el senador Hubert Humphrey de Minnesota y el senador Wayne Morse de Oregón. Kennedy venció a Humphrey en Wisconsin y Virginia Occidental, y a Morse en Maryland y Oregón. También superó a cierta oposición simbólica (muchos eran candidatos informales, nombres escritos por el propio votante al rellenar la papeleta) en Nuevo Hampshire, Indiana y Nebraska. En Virginia Occidental, visitó las minas de carbón y conversó con los mineros para lograr su apoyo; la mayoría del electorado en ese estado era conservadora y protestante, muy recelosa del catolicismo de Kennedy; pese a ello resultó victorioso en Virginia Occidental, lo que confirmó su prestigio como candidato de atractivo popular.
Con Humphrey y Morse fuera de la competencia, el principal oponente de Kennedy en la convención de Los Ángeles fue el senador Lyndon B. Johnson de Texas. Adlai Stevenson, el candidato nominado por los demócratas en 1952 y 1956, no estaba compitiendo oficialmente pero tenía gran apoyo de las bases, presentes o no en la convención. El senador Stuart Symington, de Misuri, también era aspirante. El 13 de julio, Kennedy consiguió ser elegido candidato presidencial del Partido Demócrata, siendo el segundo católico que lo lograba (Al Smith fue el primero en 1928, apoyado por Joseph Kennedy Sr.). Kennedy le pidió a Johnson que fuera su candidato a la Vicepresidencia, a pesar de la oposición de muchos delegados progresistas, y del grupo cercano a Kennedy, incluyendo a su hermano Robert. Pero necesitaba la popularidad de Johnson en los Estados del Sur para ganar en la que se preveía como una de las elecciones presidenciales más reñidas desde 1916. Los temas de mayor importancia incluían el catolicismo de Kennedy, Cuba, la preocupación respecto a si la Unión Soviética estaba ganando o no la carrera espacial y los programas de misiles.
Kennedy sentía que los temas de importancia para los ciudadanos estadounidenses se estaban dejando de lado en los debates, en los cuales se le solía atacar por su catolicismo, aprensión compartida por gran parte de la población, no solo debido a la mayoría protestante, sino también porque nunca habían tenido a un católico como presidente. Para explicar y calmar el temor del electorado respecto a si sus creencias influenciarían sus decisiones como presidente, y para tratar de que los debates volvieran a los temas principales de la situación estadounidense y mundial de 1960, el 12 de septiembre dio un discurso ante la "Gran Asociación Ministerial de Houston" (organización de líderes y predicadores protestantes del área metropolitana de Houston) (Greater Houston Ministerial Association), en el cual intentó aclarar las dudas en relación con su religión y declarar cómo actuaría en situaciones políticas que fueran contrarias a sus principios religiosos. Mencionó los temas que a él le parecían más importantes: la creciente influencia del comunismo, la pobreza de la población, refiriéndose a las personas que vio en Virginia Occidental que no tenían qué comer y a aquellas familias que se habían visto forzadas a entregar sus granjas, la escasez de colegios y el aumento de las poblaciones pobres. Mencionó también el retraso del país en la carrera espacial. En este discurso dijo una de sus frases célebres: «No soy el candidato católico a la presidencia. Soy el candidato del Partido Demócrata que resulta que también es católico. No hablo por la iglesia en temas públicos —y la iglesia no habla por mí—». Kennedy, que destacó en su presidencia por la lucha a favor de los derechos civiles, planteó en el discurso el tema relativo a la discriminación que en esa época se tenía en contra de los católicos, preguntando si los católicos perdían su derecho a ser presidente, o a otros cargos públicos, desde el día en que eran bautizados.

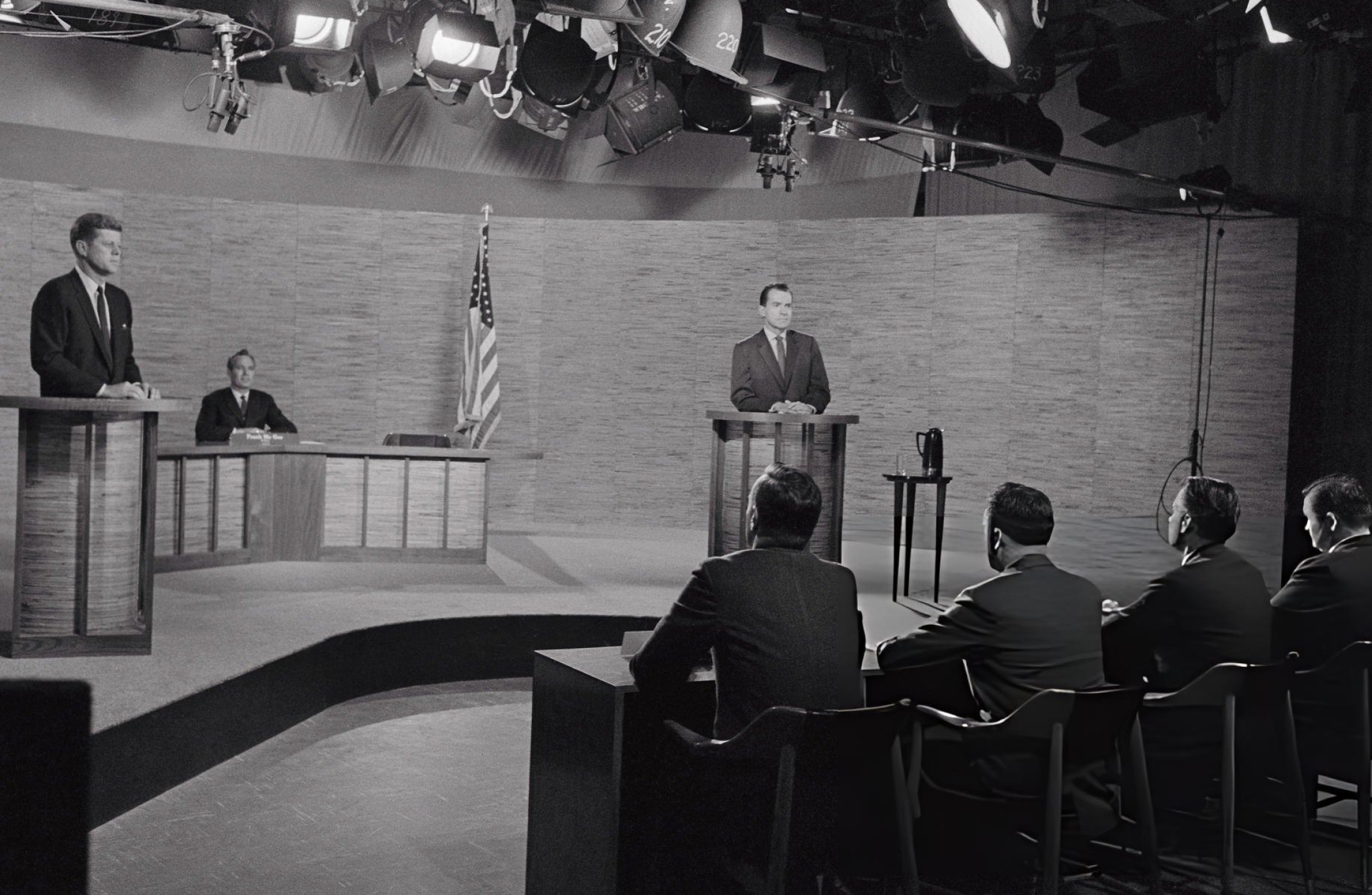
Debate televisado durante la candidatura presidencial entre Kennedy y Nixon

Entre septiembre y octubre se realizaron tres debates presidenciales entre Kennedy y Richard Nixon, en ese momento vicepresidente de los Estados Unidos y también el candidato presidencial Republicano. El 26 de septiembre 70 millones de espectadores presenciaron el primer debate presidencial transmitido por televisión en la historia de los EE. UU. Antes del primer debate Nixon había pasado dos semanas en el hospital debido a una lesión en su pierna, lucía barba de muchas horas, y no se quiso maquillar. Parecía estar tenso e incómodo, mientras que Kennedy apareció relajado. Al terminar el debate gran parte de la audiencia dio a Kennedy como ganador. Sin embargo quienes lo escuchaban por la radio dieron a Nixon como ganador, o dijeron que el resultado era un empate. El 7 de octubre se realizó el segundo debate y el tercer y último debate tuvo lugar el 13 de octubre. Actualmente los debates televisados son considerados fundamentales en la política estadounidense, pero fue el debate Kennedy-Nixon de 1960 el momento a partir del cual la televisión pasaría a ejercer un rol predominante en la política. Después del debate, la campaña de Kennedy ganó impulso, logrando sobrepasar por algunos puntos a Nixon en la mayoría de las encuestas. El martes 8 de noviembre, Kennedy venció a Nixon en una de las elecciones presidenciales más ceñidas del siglo XX. En el voto popular nacional Kennedy derrotó a Nixon por 49,7 % contra 49,5 %, mientras que en el colegio electoral ganó con 303 votos contra los 219 obtenidos por Nixon (se necesitaban 269 para ganar). Catorce electores de Misisipi y Alabama rehusaron apoyar a Kennedy debido a su apoyo al movimiento de derechos civiles; estos electores dieron sus votos al senador Harry F. Byrd, Sr. de Virginia.
Kennedy, con 43 años de edad, se convirtió en la persona más joven elegida presidente de Estados Unidos. Sin embargo, no fue el más joven en ejercer el cargo, pues en 1901, el vicepresidente Theodore Roosevelt, de 42 años de edad, ejerció como presidente tras el asesinato del presidente William McKinley. Además, Kennedy fue el primer presidente católico que había tenido dicho país.

## Presidencia y muerte (1961-1963)

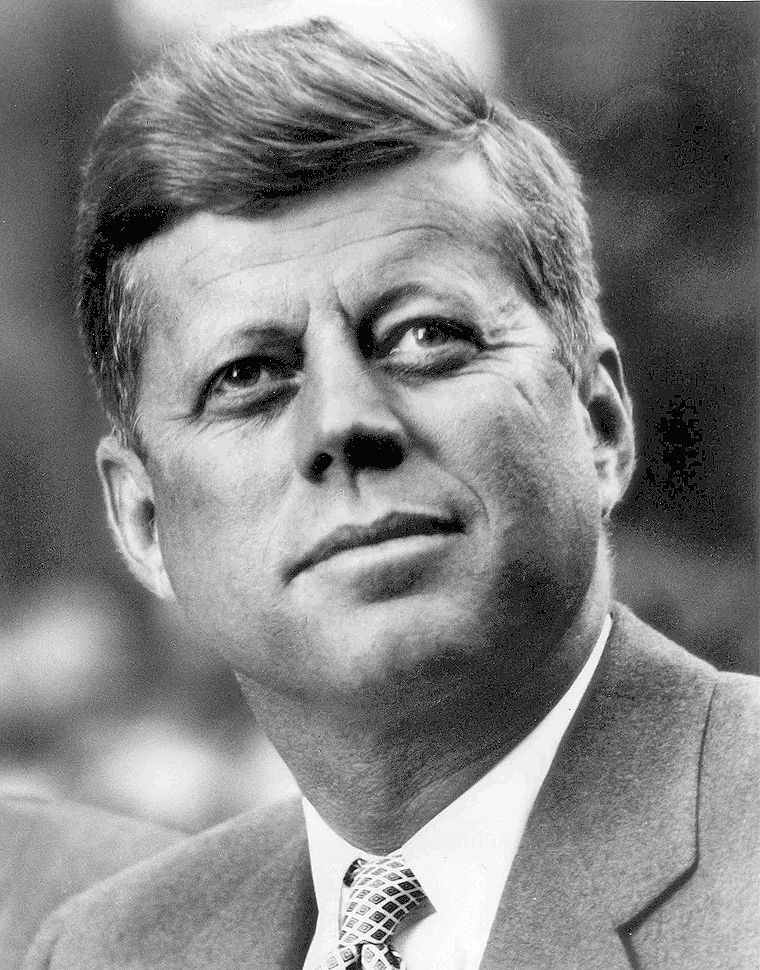
Fotografía que retrata a John F. Kennedy el 20 de febrero de 1961. Oficina de prensa de la Casa Blanca.

John F. Kennedy se desempeñó como el 35.º presidente de los Estados Unidos el 20 de enero de 1961. En su discurso inaugural habló de la necesidad de que los ciudadanos estadounidenses fueran más activos, pronunciando una de sus frases más famosas: «No preguntes qué es lo que tu país puede hacer por ti; pregunta qué es lo que tú puedes hacer por tu país». También solicitó a las demás naciones del mundo que lucharan en conjunto contra lo que él llamó el «enemigo común del hombre: la tiranía, la pobreza, las enfermedades y la guerra misma». Al final, se explayó sobre su deseo de un mayor internacionalismo: «Tanto si son ustedes ciudadanos de los Estados Unidos como si lo son del mundo, exijan de nosotros la misma generosidad de fuerza y sacrificio que nosotros les pedimos a ustedes».

### Política interna
Kennedy llamó a su programa de política interna «Nueva Frontera» (New Frontier). El ambicioso plan prometía fondos federales para la educación, atención médica para la tercera edad y la intervención del gobierno para detener la recesión. Prometió también poner fin a la discriminación racial. En 1963, propuso una reforma en los impuestos que incluía su reducción, que fue aprobada por el Congreso en 1964, después de su asesinato. Pocos de los más importantes programas de Kennedy lograron pasar por el Congreso durante su vida, aunque bajo Johnson, su sucesor, el Congreso los votó durante la legislatura 1964-65.
Kennedy autorizó la ejecución de dos penas de muerte, una por condena de la justicia ordinaria y otra en la jurisdicción militar, se negó en ambos casos a ejercer su potestad de conmutar la pena. Recibió una solicitud personal del gobernador de Iowa, Harold Hughes, en favor de clemencia para Victor Feguer, el condenado por la justicia ordinaria, sin poder evitar que fuera colgado el 15 de marzo de 1963. Ambas ejecuciones marcaron un hito. La de Feguer, porque fue la última en Iowa (que abolió la pena capital en 1965) y también la última de un recluso federal anterior a la moratoria 1972-1976 tras el caso Furman v. Georgia. Fue la última ejecución militar.

#### Economía
Kennedy puso fin a un período de una estricta política fiscal, relajó la política monetaria para mantener los tipos de interés y estimular el crecimiento de la economía. Kennedy presidió el presupuesto del gobierno primero en superar la marca de 100 000 millones dólares, en 1962, y su primer presupuesto en 1961 condujo a los primeros déficit presupuestarios sin guerra y sin recesión. La economía, que había atravesado dos recesiones en tres años y que se hallaba en otra cuando Kennedy asumió el poder, se aceleró notablemente durante su breve presidencia. A pesar de la inflación baja y de las tasas de interés reducidas, el PIB solamente había crecido a un promedio de 2,2 % durante la presidencia de Eisenhower (poco más de crecimiento de la población en aquel tiempo), y disminuyó en un 1 % durante el último año de su administración. El estancamiento había alcanzado el mercado laboral del país: el desempleo aumentó constantemente, pasando de menos del 3 % en 1953 al 7 %, a principios de 1961.
La economía giró y prosperó durante la administración de Kennedy. El PIB creció en un promedio del 5,5 % desde principios de 1961 a finales de 1963, mientras que la inflación se mantuvo estable en torno al 1 % y el desempleo comenzó a ceder; la producción industrial aumentó un 15 % y las ventas de automóviles saltaron en un 40 %. Esta tasa de crecimiento del PIB y la industria continuó hasta alrededor de 1966, y todavía tuvo que ser repetido por un período sostenido de tiempo.

#### Derechos civiles

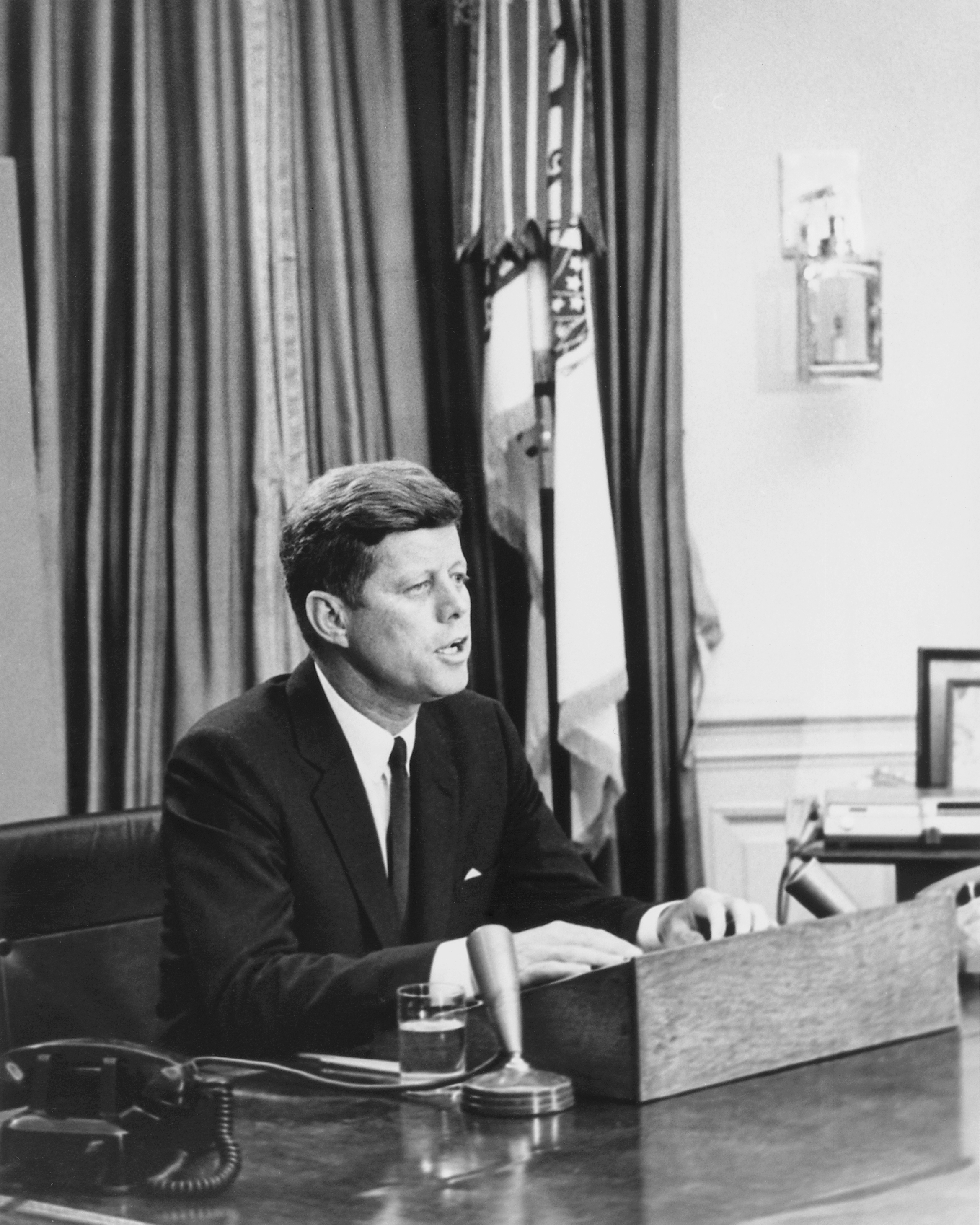
Kennedy se dirige a la nación sobre los derechos civiles, 11 de junio de 1963.

Uno de los asuntos nacionales más agobiantes de la era Kennedy fue el turbulento final de las prácticas de discriminación racial toleradas o incluso autorizadas por las autoridades estatales. La Corte Suprema de los Estados Unidos había fallado en 1954 que la segregación racial en los colegios públicos era inconstitucional. Sin embargo, muchos colegios —en especial los de los estados sureños— no obedecieron el fallo de la Corte. La segregación en autobuses, restaurantes, teatros, cines, baños y otros espacios públicos continuó. Kennedy apoyó la integración racial y los derechos civiles, y durante su campaña en 1960 telefoneó a Coretta Scott King, esposa del encarcelado reverendo Martin Luther King, Jr., lo que, quizás, atrajo apoyo del electorado negro a su candidatura. La intervención de John y Robert Kennedy aseguró la excarcelación de King.
En 1962, el estudiante de raza negra James Meredith trató de matricularse en la Universidad de Misisipi, pero violentas manifestaciones de estudiantes blancos se lo impidieron, con la tolerancia del gobernador. Kennedy envió 400 agentes federales y a 3000 soldados para asegurar que Meredith pudiera matricularse y asignó agentes para proteger a los "Freedom Riders". [cita requerida]
Al inicio de su presidencia, Kennedy pensó que las organizaciones y movimientos populares antisegregacionistas lo único que iban a conseguir era irritar a muchos blancos sureños, lo que haría más difícil la aprobación de leyes de derechos civiles en un Congreso dominado por demócratas del sur. Por eso se distanció de los movimientos de derechos civiles, cuyos líderes sintieron que Kennedy no apoyaba sus esfuerzos.
El 9 de septiembre de 1963, Kennedy se dirigió al país con motivo de la segregación que continuaba en Alabama, e instó al gobernador George Wallace a que el orden solo se mantendría en tal estado si él estaba dispuesto a exigirlo. Agregó que su "gobierno está dispuesto a hacer todo lo necesario para que las órdenes de los tribunales se cumplan, pero yo tengo la esperanza de que el gobernador Wallace exigirá a los funcionarios locales y a las comunidades que asuman sus responsabilidades sobre este tema, lo que ellas están dispuestas a cumplir".
El 11 de junio, el presidente intervino cuando el gobernador bloqueó la puerta de la Universidad de Alabama para impedir matricularse a dos estudiantes afroestadounidenses, Vivian Malone y James Hood. Wallace cedió solo cuando fue requerido por los alguaciles federales, el fiscal general Nicholas Katzenbach y la Guardia Nacional de Alabama. Esa tarde, Kennedy dio su famoso discurso sobre los derechos civiles por radio y televisión. En el discurso instó a los congresistas para que legislaran sobre el tema y que de ese modo se alcanzaran las metas propuestas por Lincoln hacía más de 100 años. Esta propuesta se convertiría en la Ley de Derechos Civiles de 1964.

#### Inmigración
Kennedy apoyó los postulados de su partido de revisar y cambiar la política gubernamental sobre inmigración. Estaba a favor de una mayor igualdad y protección de derechos tanto para los ciudadanos nacidos en el país como para quienes obtuvieran la nacionalidad estadounidense. Estas ideas se convertirían durante su presidencia en la Ley sobre Inmigración y Nacionalidad de 1965 (Immigration and Nationality Act of 1965), promovida por su hermano, el senador Edward Kennedy. La ley cambió de manera drástica la procedencia de la inmigración, que pasó del norte y oeste de Europa a Latinoamérica y Asia, y cambió la escala de prioridades: antes, lo importante era la selección de los inmigrantes; tras la ley, importaba la reunificación familiar.
Kennedy quería desmantelar la política de selección de inmigrantes basada en su país de origen, viendo esto como una expansión de las políticas relativas a los derechos civiles.

#### Programa espacial

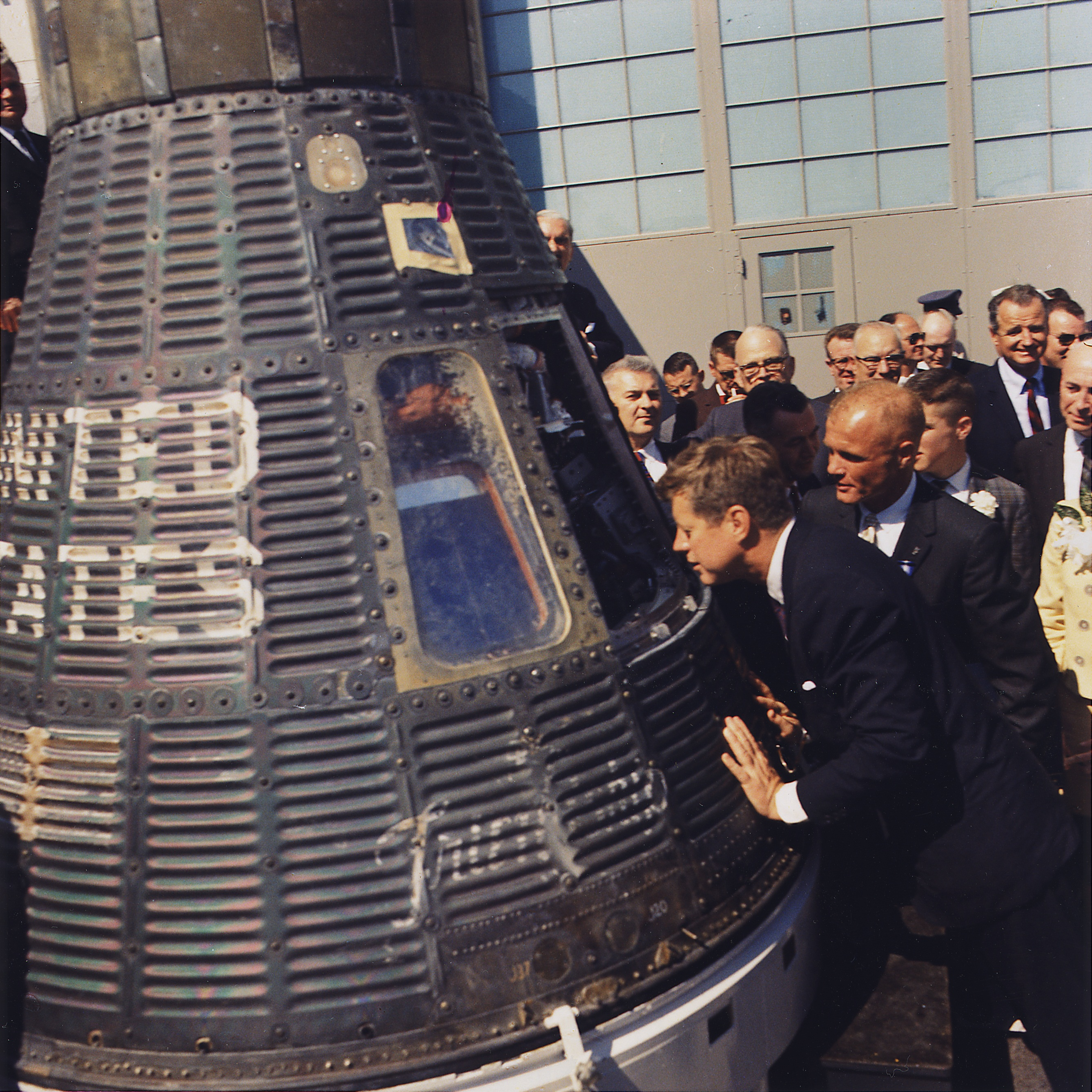
El presidente Kennedy junto a la nave espacial Friendship 7, que realizó tres órbitas a la Tierra, pilotada por el astronauta John Glenn. 23 de febrero de 1962, Cabo Cañaveral, Florida, Hangar S. Foto de Cecil Stoughton.

Kennedy deseaba con ansiedad que Estados Unidos liderara la carrera espacial. Serguéi Jrushchov dice que Kennedy se aproximó dos veces a su padre, Nikita, para que realizaran una empresa en conjunto para explorar el espacio: en junio de 1961 y en el otoño de 1963. En la primera ocasión, la Unión Soviética estaba mucho más adelantada en términos de tecnología espacial que EE. UU. La primera vez que Kennedy declaró el objetivo de llevar a un hombre a la Luna fue en una Sesión Conjunta de Congreso y Senado, celebrada el 25 de mayo de 1961. En esa ocasión dijo:

Primero, creo que esta nación debe asumir como meta el lograr que un hombre vaya a la Luna y regrese a salvo a la Tierra antes del fin de esta década. Ningún otro proyecto individual será tan impresionante para la humanidad ni más importante que los viajes de largo alcance al espacio; y ninguno será tan difícil y costoso de conseguir.

En septiembre de 1962, en la Universidad Rice, pronunció un discurso: 

"Ninguna nación que espere ser el líder de otras naciones puede esperar mantenerse atrasada en la carrera por el espacio. (…) Escogemos ir a la Luna y hacer otras cosas, no porque sea fácil, sino porque es difícil".

En la segunda aproximación a Jrushchov, el ruso se vio persuadido de los beneficios que acarrearía compartir los costos y porque la tecnología estadounidense estaba más adelantada. Los EE. UU. lanzaron un satélite a la órbita geoestacionaria y Kennedy solicitó al Congreso que aprobara un presupuesto de más de 25 000 millones de dólares para el Programa Apolo.
Jrushchov acordó trabajar en conjunto en el otoño de 1963, pero Kennedy fue asesinado antes de que tal acuerdo pudiese ser formalizado. El 20 de julio de 1969, casi seis años después de la muerte de JFK, el objetivo del Programa Apolo fue alcanzado y un hombre puso pie en la Luna.

### Política exterior

#### Cuba y la Invasión de la Bahía de Cochinos

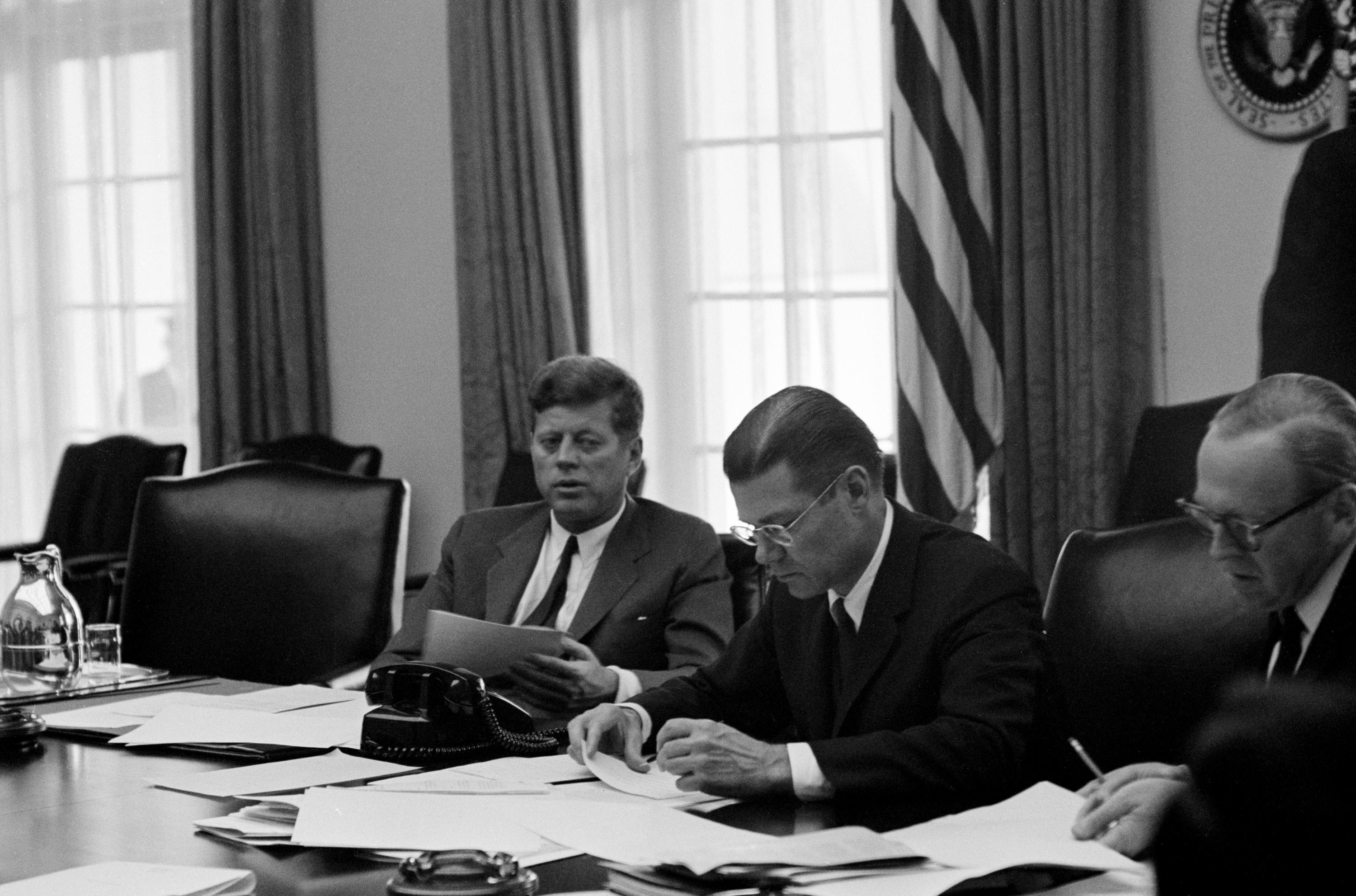
El presidente Kennedy y el Secretario de Defensa McNamara en una reunión de EXCOMM.

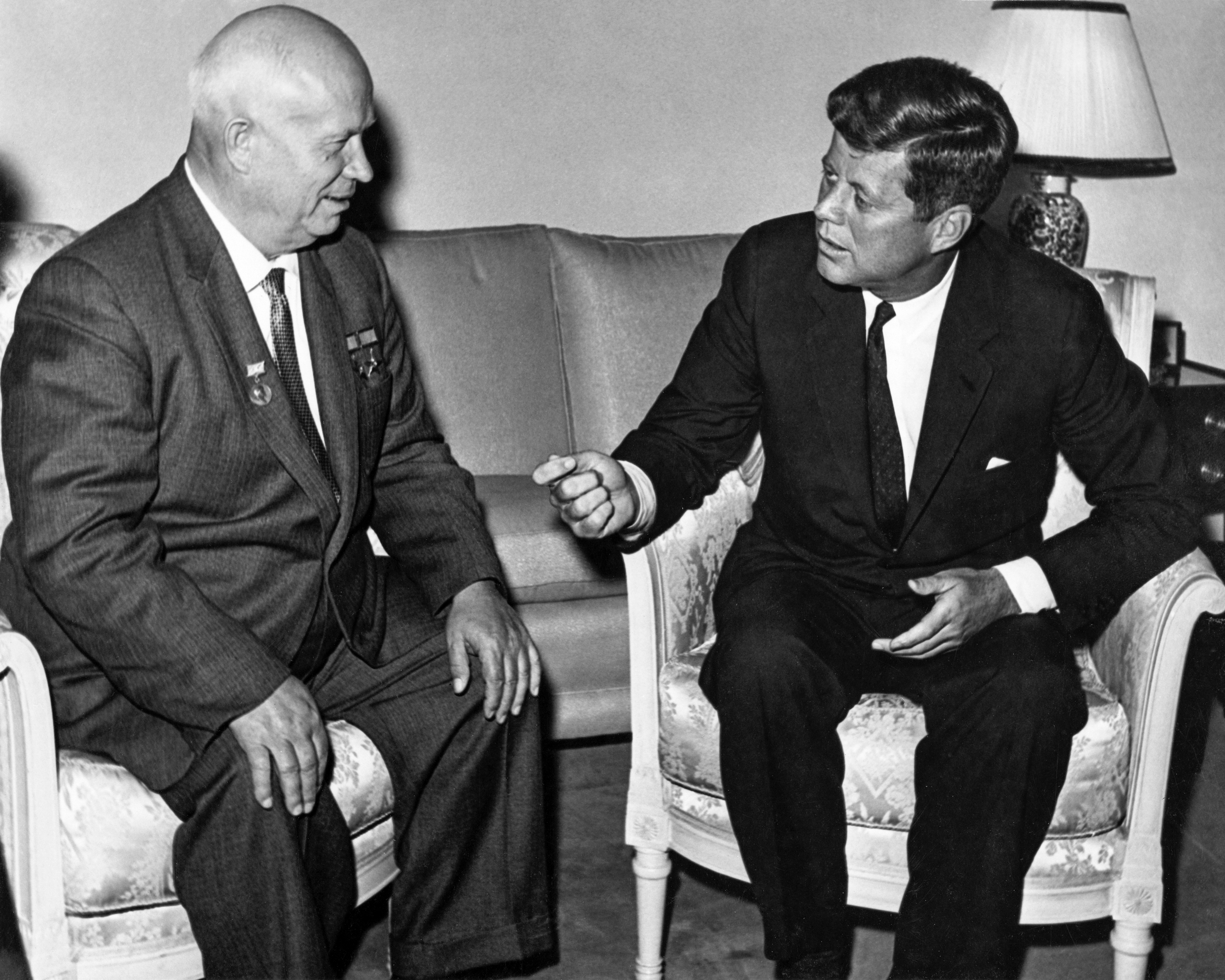
John F. Kennedy y Nikita Jrushchov en Viena, 1961.

Antes de que Kennedy fuera electo presidente, la administración de Eisenhower creó un plan para derrocar al régimen de Fidel Castro en Cuba. Como parte central del plan, estructurado y detallado por la CIA con apoyo mínimo del Departamento de Estado, se incluía armar una insurrección contrarrevolucionaria compuesta por cubanos anticastristas. Los insurrectos cubanos, entrenados por EE. UU., tenían que invadir Cuba e instar a una sublevación del pueblo cubano para lograr el objetivo de derrocar a Castro del poder.

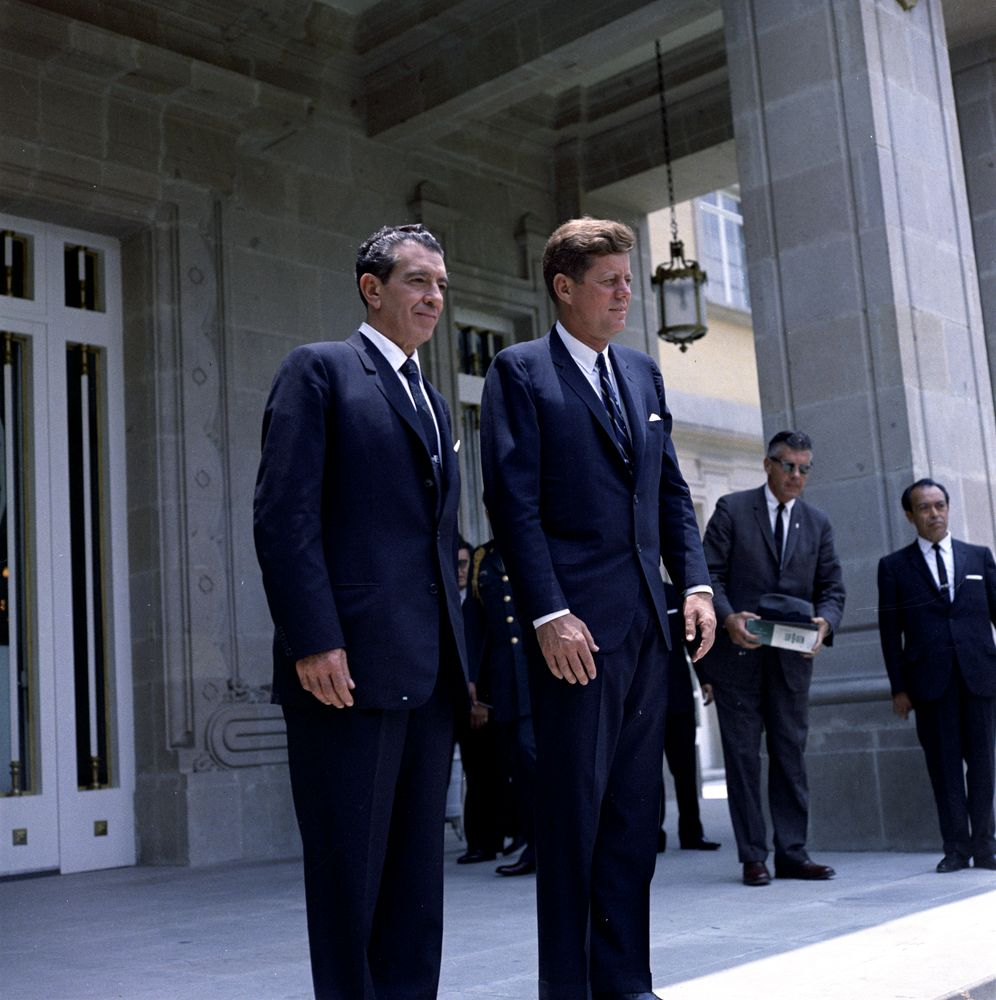
El presidente Kennedy junto al presidente de México Adolfo López Mateos, en su última visita que realizó a México en 1962.

El 17 de abril de 1961, Kennedy ordenó que el plan se ejecutara. Con apoyo de la CIA, en lo que fue conocido como la Invasión de la Bahía de Cochinos, 1500 exiliados cubanos, entrenados por EE. UU. y llamados "Brigada 2506", volvieron a la isla con la esperanza de dar un golpe de Estado al gobierno revolucionario. Sin embargo, Kennedy ordenó que la invasión se llevara a cabo sin el apoyo aéreo de EE. UU. El 19 de abril el gobierno cubano había abatido o capturado a más de 300 invasores, y Kennedy se vio obligado a negociar la salida de los 1189 sobrevivientes. Entre las causas del fracaso del plan, se han señalado la falta de diálogo entre los líderes militares, y la falta total de apoyo naval para hacer frente a la eficaz artillería de la isla, que incapacitó fácilmente a los exiliados cubanos cuando desembarcaron. Después de 20 meses, Cuba liberó a los exiliados capturados a cambio de 53 millones de dólares en comida y medicina. El incidente fue muy embarazoso para Kennedy, pero él se responsabilizó totalmente del fracaso. Debido a esta invasión, Castro comenzó a preocuparse de los estadounidenses, creyendo que habría una segunda invasión.

#### Crisis de los misiles de Cuba

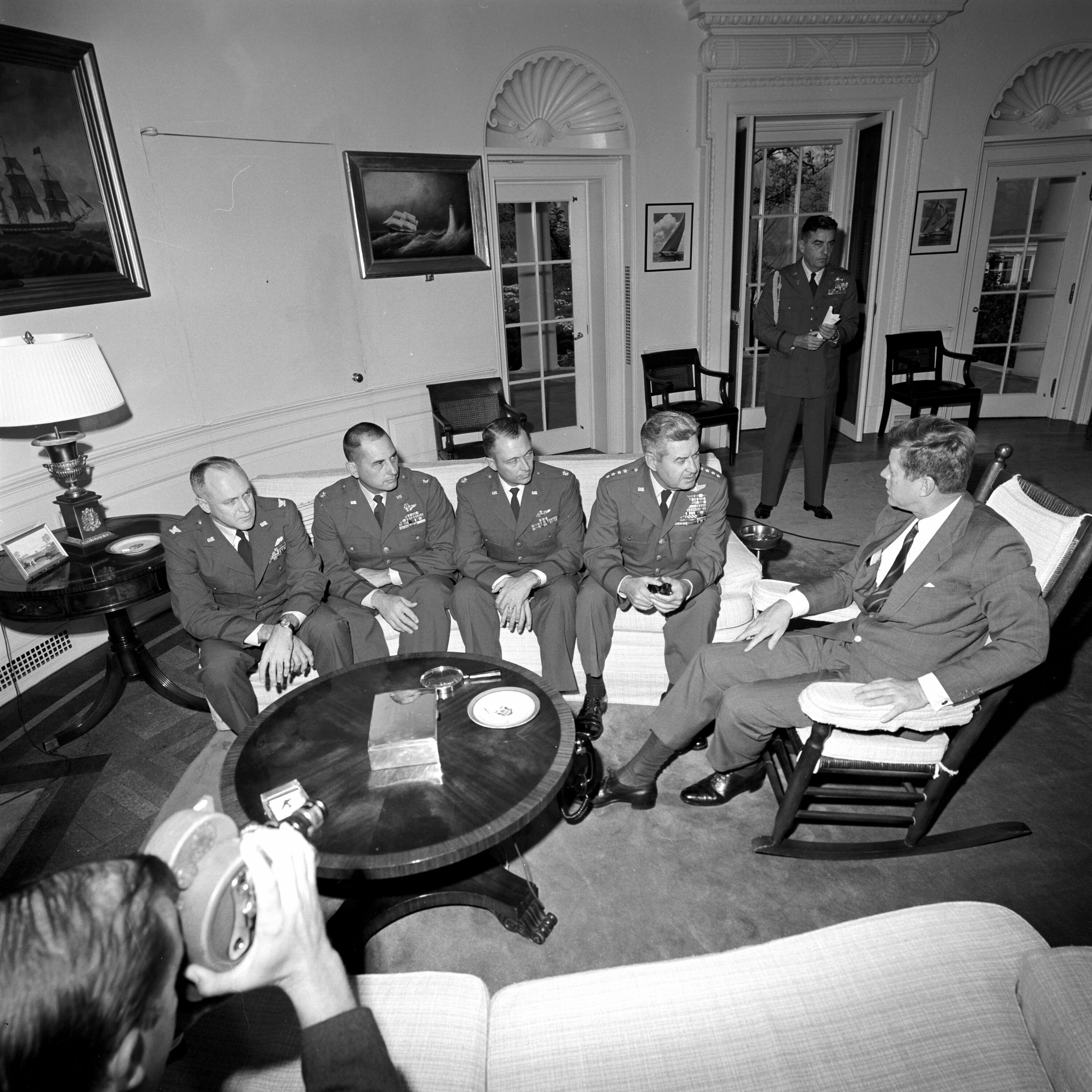
El presidente JFK se reúne con el general Curtis LeMay y los pilotos que realizaron el reconocimiento de los misiles.

La crisis de los misiles de Cuba comenzó el 14 de octubre de 1962, cuando aviones espías U-2 fotografiaron la construcción de silos para misiles soviéticos de largo alcance en Cuba. Kennedy vio las fotos el 16 de octubre de 1962. Con Estados Unidos ante una inminente amenaza nuclear, Kennedy se enfrentó a un dilema: si los EE. UU. atacaban tales asentamientos, se podría ocasionar una guerra nuclear con la URSS; pero si no se pronunciaba, tendría armas nucleares a pocos kilómetros del país y dado que los misiles se encontrarían a tan corta distancia, las posibilidades de reacción se reducirían al mínimo, obviando que en ese momento ya había misiles norteamericanos desplegados en Turquía, muy cercanos a las fronteras de la URSS. A esto se añadía la preocupación acerca de la imagen débil que EE. UU. daba ante el mundo. 

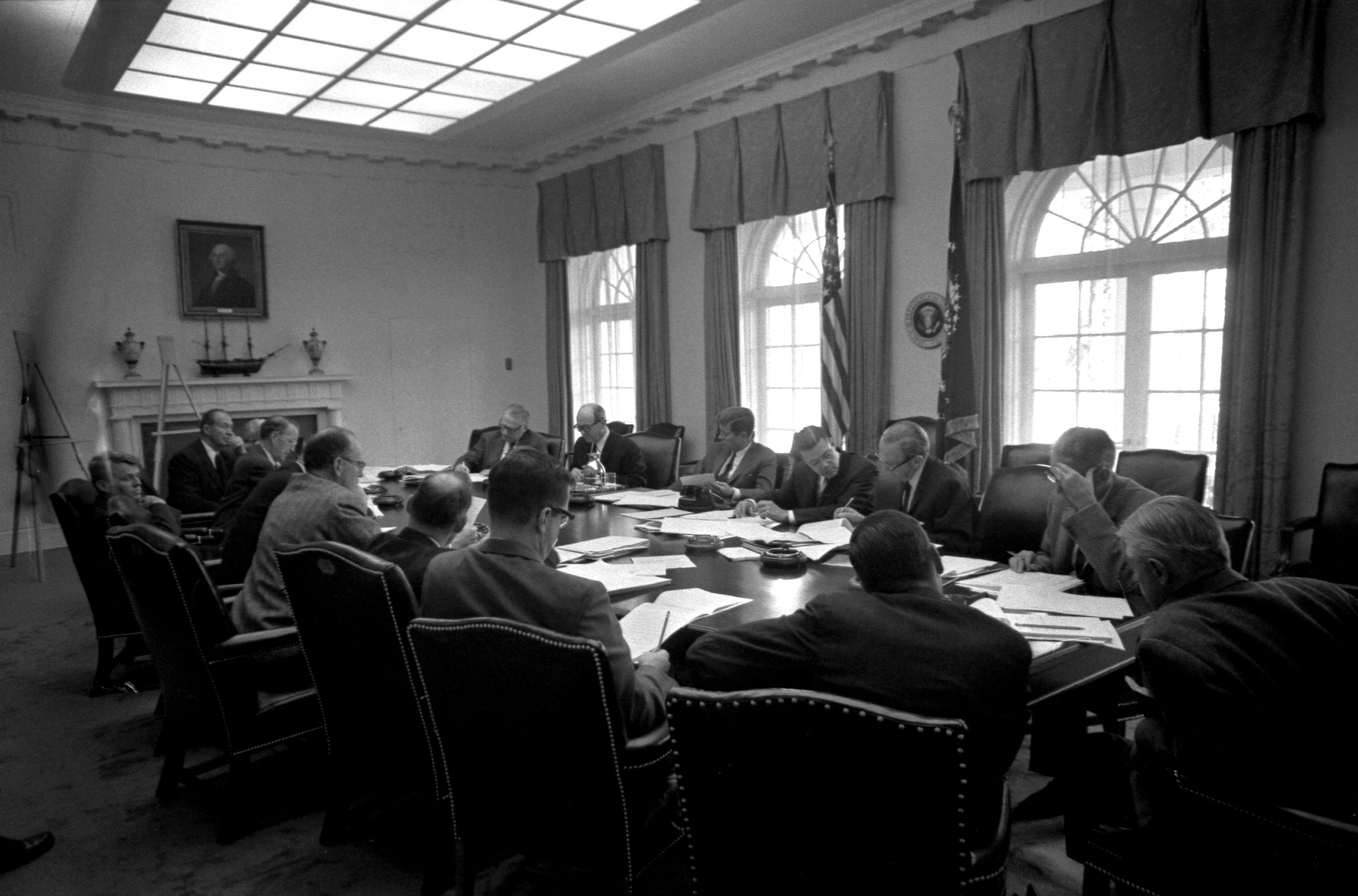
El EXCOMM de Kennedy se reúne durante la crisis de los misiles cubanos (29 de octubre de 1962).

Muchos militares y miembros del EXCOMM presionaron a Kennedy para que aprobara un ataque aéreo contra los emplazamientos cubanos de los misiles, pero el presidente ordenó una cuarentena naval en la que la Armada estadounidense inspeccionaría a todos los barcos que llegaran a Cuba. Inició conversaciones con los soviéticos para que retiraran todo el material de "defensa" instalando en Cuba; si no lo hacían, la cuarentena sería indefinida. Una semana después, llegó a un acuerdo con el primer ministro soviético Nikita Jrushchov que eliminaría los misiles sujetos a inspecciones de la ONU si los EE. UU. declaraban que nunca invadirían Cuba. Después de esta crisis, la más cercana a una guerra nuclear, Kennedy tuvo más cuidado en sus confrontaciones con la Unión Soviética.

#### Latinoamérica y el comunismo

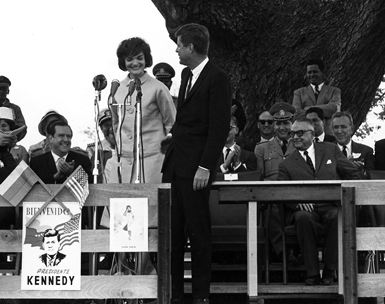
El presidente John F. Kennedy junto a la primera dama Jackie Kennedy en La Morita, Maracay, estado Aragua; durante la primera visita oficial de un presidente de los Estados Unidos a Venezuela (dic. de 1961).

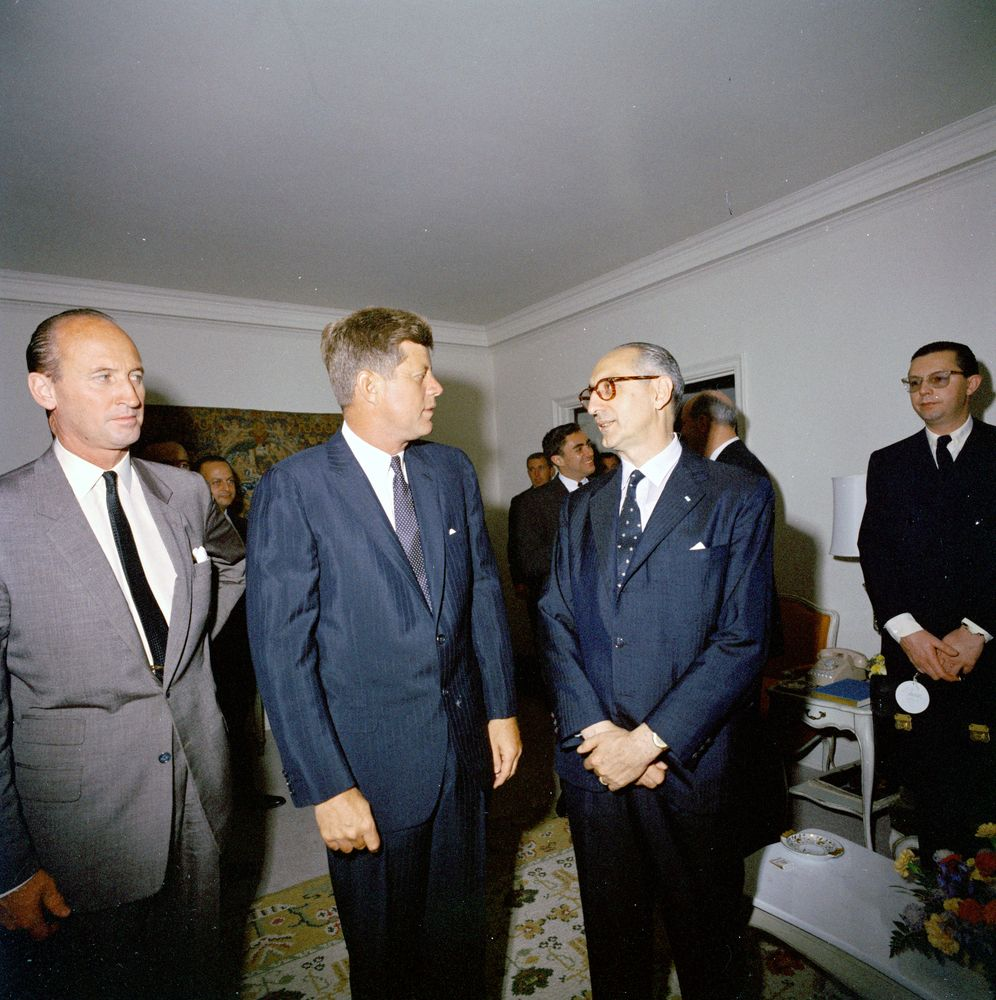
El presidente Kennedy con su par de Argentina, Arturo Frondizi (1908-1995) en 1961.

Con el argumento de que "aquellos que hacen de las revoluciones pacíficas un imposible hacen que las revoluciones violentas sean inevitables", trató de contener el comunismo y las revoluciones en Latinoamérica con una Alianza para el Progreso, a través de la cual se enviara ayuda internacional a los países en problemas dentro de la región, buscando un estándar en derechos humanos. Trabajó cercano al gobernador de Puerto Rico Luis Muñoz Marín y al presidente de Venezuela Rómulo Betancourt para el desarrollo de la Alianza para el Progreso, como también para la autonomía del estado libre asociado de Puerto Rico. En diciembre de 1961 realizó una gira de Estado por Puerto Rico, Venezuela y Colombia que se promocionaban como bastiones demócratas antagónicos del comunismo castrista.

#### El Cuerpo de Paz

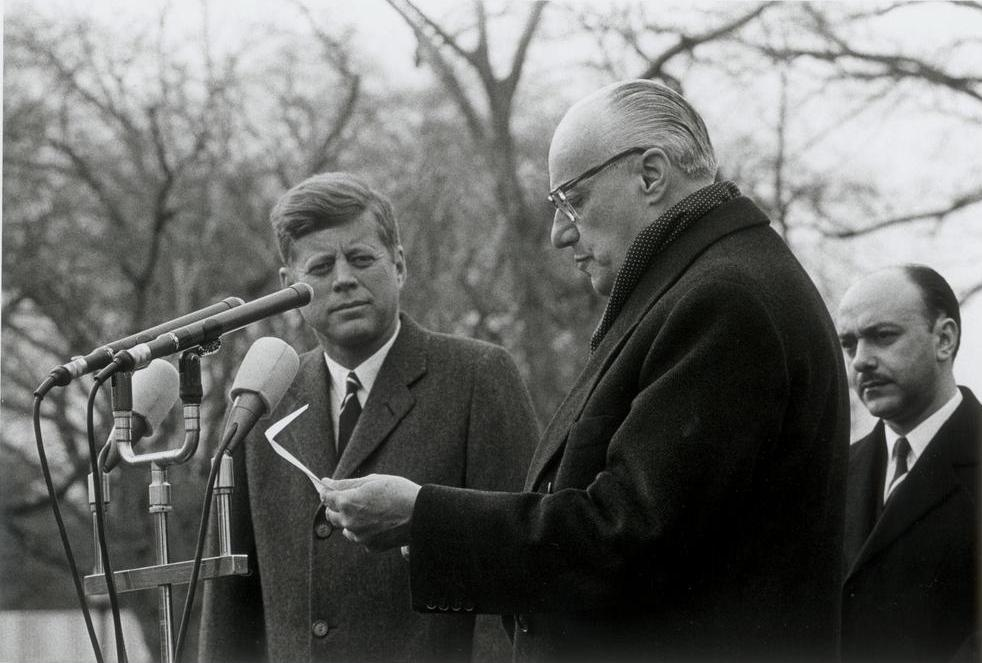
El presidente Kennedy junto al presidente de Chile Jorge Alessandri, en la visita oficial que realizó Alessandri a Estados Unidos (dic. de 1962).

Como uno de sus primeros actos presidenciales, Kennedy creó el Cuerpo de Paz. A través de este programa, los estadounidenses podían ofrecerse como voluntarios para ayudar a naciones en desarrollo en educación, agricultura, salud y construcción.

#### África
Kennedy dio un discurso en la Universidad de Saint Anselm el 5 de marzo de 1960, respecto a la conducta de Estados Unidos en las nuevas realidades de la incipiente Guerra Fría. El discurso detallaba cómo la política exterior debía llevarse a cabo hacia las naciones de África, señalando un toque de ayuda para el nacionalismo africano moderno diciendo que: «Para nosotros, también, se fundó una nueva nación sobre la rebelión de la dominación colonial».

#### Irak
En 1963, el gobierno de Kennedy respaldó un golpe de Estado contra el gobierno de Irak encabezado por el general Abdul Karim Qasim, que cinco años antes había depuesto a los aliados occidentales con la monarquía iraquí. La CIA ayudó a los nuevos gobiernos del Partido Baaz encabezado por Abdul Salam Arif para librar al país de supuestos izquierdistas y comunistas. En un golpe de Estado baazista, el gobierno utiliza las listas de sospechosos comunistas y otros izquierdistas proporcionada por la CIA, para asesinar a un número incalculable de los miembros más ilustrados de la élite de Irak, (crímenes en los que el propio Saddam Hussein se dice que participó). Entre las víctimas había cientos de médicos, profesores, técnicos, abogados y otros profesionales, militares y figuras políticas. De acuerdo con un artículo de opinión en The New York Times, los Estados Unidos enviaron armas al nuevo régimen, las armas más utilizadas contra los insurgentes kurdos mismos que los EE. UU. y que le apoyaron contra Kassem y al que luego abandonaron. El petróleo estadounidense y del Reino Unido y otros intereses, incluyendo Mobil, Bechtel y British Petroleum, estuvieron llevando a cabo negocios en Irak, bajo el amparo del régimen baazista.

#### Vietnam
En el sureste de Asia, Kennedy continuó lo que Eisenhower había comenzado, usando fuerza militar limitada para combatir a los efectivos de Hồ Chí Minh. Proclamando una guerra contra la expansión del comunismo, estableció programas para ayudar al inestable gobierno de Vietnam del Sur proveyendo ayuda política, económica y militar, lo que incluía el envío de 16 000 soldados y Fuerzas Especiales de EE. UU. como consejeros militares aumentando la presencia a 60 000 soldados. Kennedy acordó utilizar "zonas libres para disparar" (free-fire zones), napalm, agente naranja y aviones jet. Estados Unidos se fue involucrando cada vez más en el área hasta que sus fuerzas armadas fueron enviadas a la guerra de Vietnam durante la administración Johnson. Kennedy aumentó el apoyo militar, pero las fuerzas de Vietnam del Sur no fueron capaces de superar a las del Viet Minh y Viet Cong. Kennedy se enfrentó a la crisis de Vietnam en julio de 1963. El plan de la CIA, apoyado por JFK, era provocar un golpe de Estado contra el presidente de Vietnam del Sur, Ngo Dinh Diem por generales vietnamitas manipulables por los estadounidenses. El 2 de noviembre, Diem fue derrocado, arrestado y ejecutado (aunque las circunstancias de su muerte no se han hecho públicas, pues los archivos del golpe se consideran secreto de Estado).
Cuando Kennedy fue informado, Maxwell Taylor recuerda que "corrió apresurado de la sala, perplejo y desilusionado". No había aprobado el asesinato de Diem. Una razón por la que se temía apoyarle era la posibilidad de que negociara con Hồ Chí Minh para lograr una coalición de gobierno neutral en la que se pudieran incluir comunistas, como ocurrió en Laos en 1962. Dean Rusk, Secretario de Estado de los Estados Unidos, dijo "neutralismo… es igual a rendición".

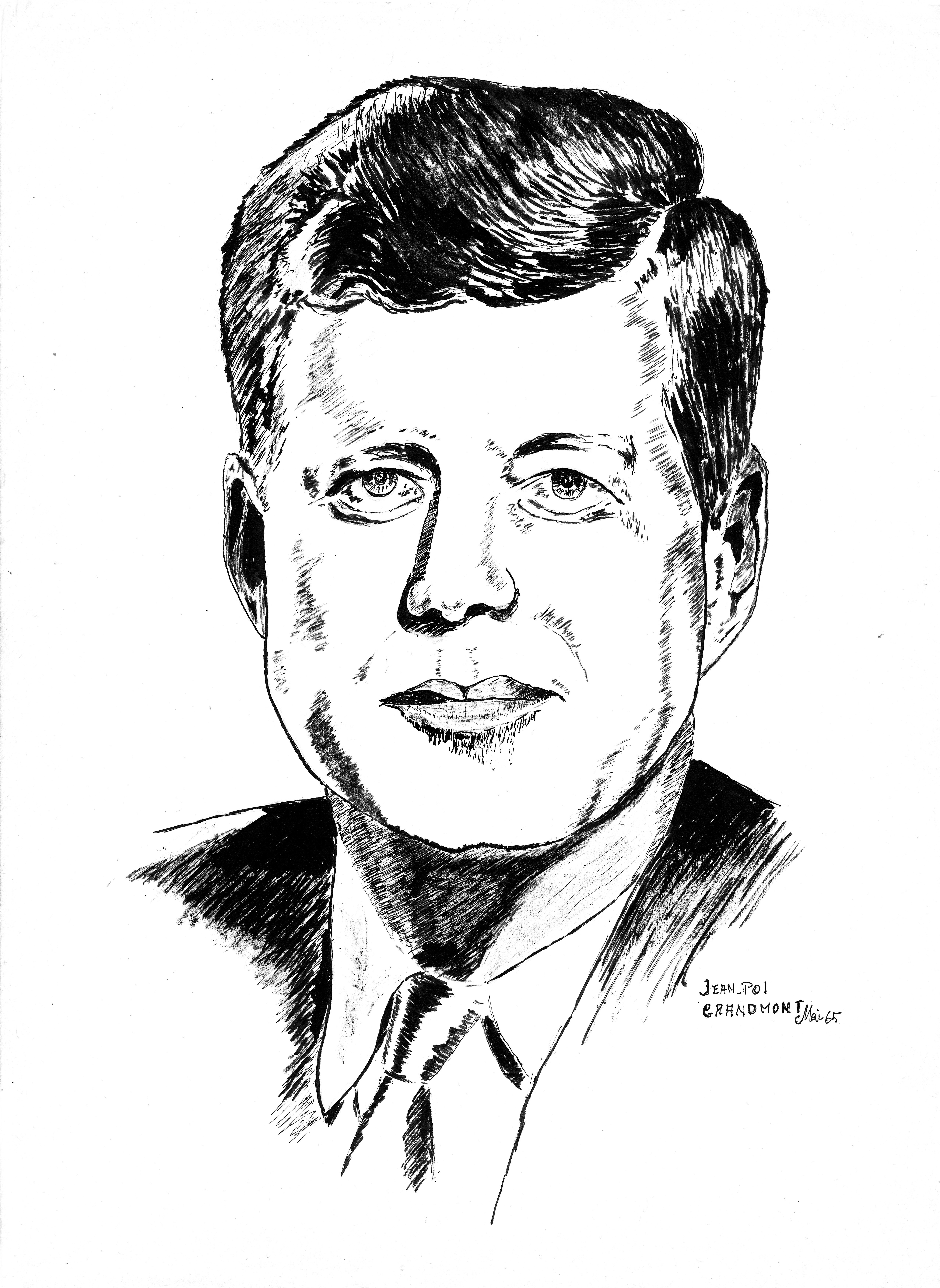
Retrato del presidente (1965).

Se mantiene como un punto controvertido entre los historiadores el interrogante respecto a si, en el caso de que Kennedy hubiera terminado su período presidencial y hubiera sido reelegido en 1964, la guerra de Vietnam habría crecido en la forma que lo hizo. Avivando estas especulaciones están las declaraciones del Secretario de Defensa de Kennedy y Johnson, Robert McNamara, quien afirmó que Kennedy consideraba retirar a las fuerzas estadounidenses de Vietnam después de su reelección. En la película The Fog of War, no solo McNamara dice esto, sino que se presenta una grabación de Johnson en la cual confirma que Kennedy planeaba retirar a sus fuerzas de Vietnam, posición desaprobada por el vicepresidente. Otra evidencia es el memorándum de Kennedy "National Security Action Memorandum" (NSAM) #263 del 11 de octubre de 1963 en el que daba la orden de retirar a 1000 militares y personal militar para finales de 1963. A pesar de ello, y por la razón dada al derrocar el gobierno de Diem, tal acción habría sido una drástica revocación de su política anterior, aunque desde su aclamado discurso sobre la paz mundial del 10 de junio de 1963 en la American University, Kennedy estaba moviéndose a políticas menos agresivas en la Guerra Fría.
Sin embargo, una faceta menos conocida, defendida por historiadores y periodistas, retrata al expresidente demócrata como un importante arquitecto en la escalada de la guerra de Vietnam, provocando un golpe militar contra el presidente survietnamita Ngô Đình Diệm incluso el patrocinador directo de su asesinato, porque Diem se opuso a un aumento en la implicación militar de EE. UU. en Vietnam y estaría considerando romper la alianza de su país con los Estados Unidos.
Después del asesinato de Kennedy, el presidente Lyndon B. Johnson, con su orden NSAM #273 del 26 de noviembre de 1963, anuló la orden de su antecesor de retirar 1000 militares para finales de año.

#### Discurso en Berlín Occidental

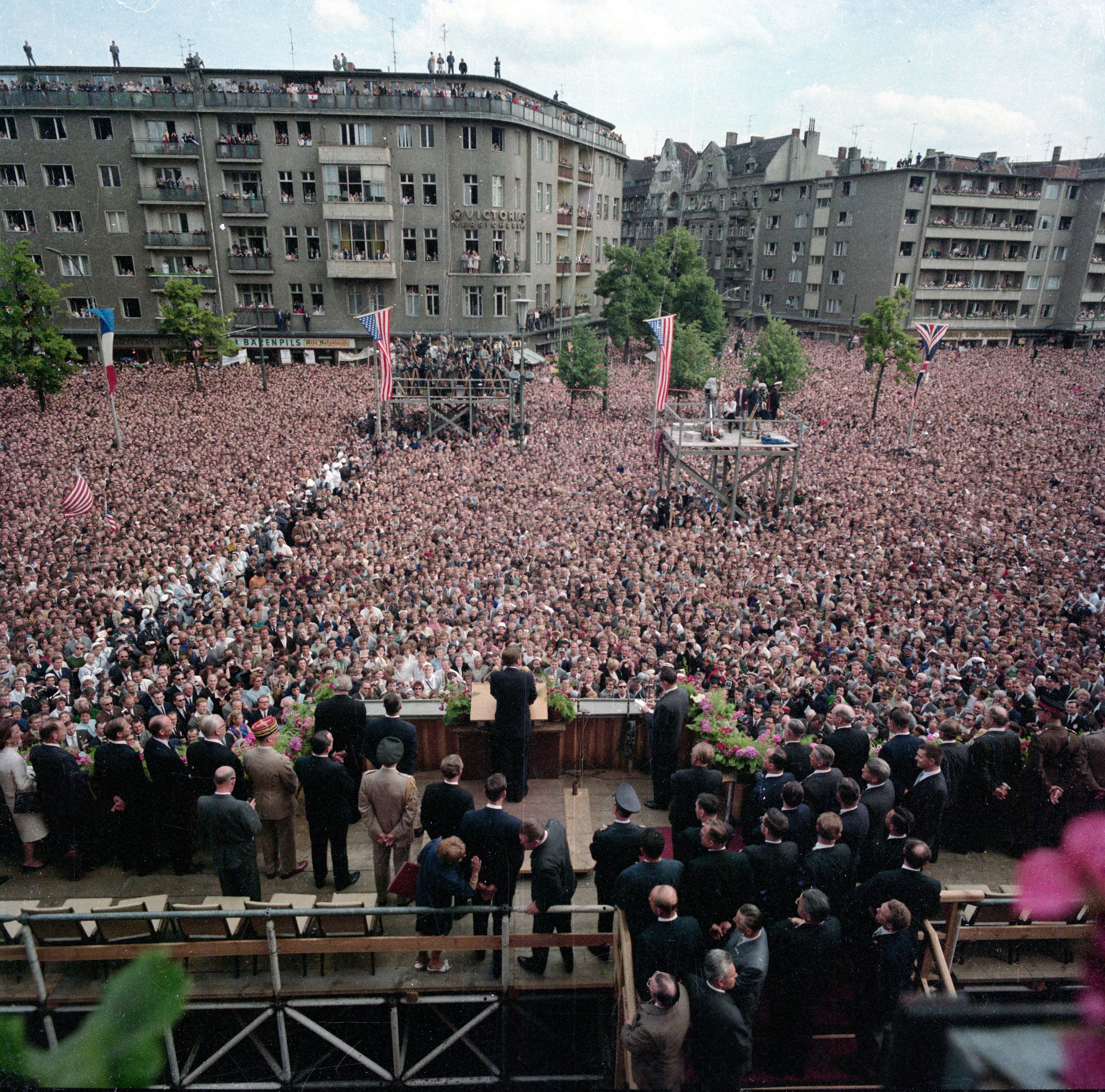
El presidente Kennedy se dirige a los berlineses, 26 de junio de 1963.

Al término de la Segunda Guerra Mundial, Alemania fue dividida bajo las presiones simultáneas de los aliados y los soviéticos. Con la construcción del Muro de Berlín el 13 de agosto de 1961, los comunistas separaron Berlín en dos partes: una, bajo el control de los aliados, se llamaría Berlín occidental, y otra, bajo el control de los soviéticos, se llamaría Berlín oriental. Kennedy visitó el lado occidental y el 26 de junio de 1963 pronunció un discurso criticando el comunismo con motivo del decimoquinto aniversario del bloqueo de Berlín impuesto por la URSS. En el discurso, pronunciado desde el balcón del edificio Rathaus Schöneberg, señaló la construcción del Muro como un ejemplo del fracaso comunista:

"La libertad supone muchas dificultades y la democracia no es perfecta, pero jamás nos vimos obligados a erigir un muro, para confinar a nuestro pueblo".

La frase «Ich bin ein Berliner» («Soy un berlinés»), en virtud de la cual el discurso pasó a la historia, se le ocurrió a Kennedy cuando iba subiendo al balcón del Rathaus Schöneberg. La idea se basó en la antigua frase civis romanus sum (Soy ciudadano de Roma) utilizada por los romanos. Se acercó a su intérprete, Robert H. Lochner, para que le tradujera la frase «I am a Berliner» y para que lo ayudara con su pronunciación, escribiendo rápido en una hoja la frase y su pronunciación. Casi el 83 % de la población berlinesa se encontraba en las calles cuando Kennedy dijo esta frase. Impresionado, confesaría a sus asistentes: «Nunca tendremos otro día como éste».

#### Tratado de prohibición de pruebas nucleares

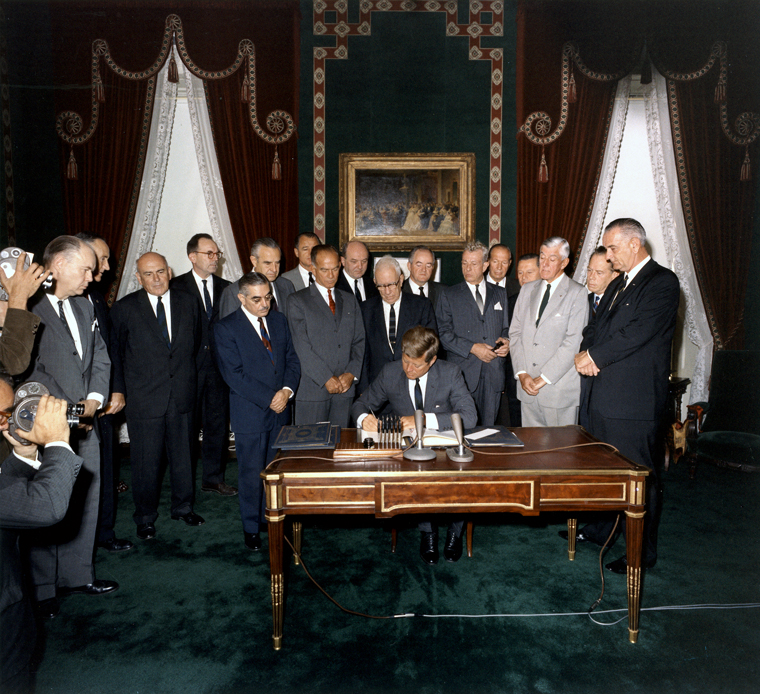
El presidente Kennedy firma el Tratado de prohibición parcial de ensayos nucleares en la Sala de Tratados de la Casa Blanca. I-D: William Hopkins, sen. Mike Mansfield, John J. McCloy, Adrian S. Fisher, sen. John Pastore, W. Averell Harriman, sen. George Smathers, sen. J. W. Fulbright, sec. de Estado Dean Rusk, sen. George Aiken, presidente Kennedy, sen. Hubert H. Humphrey, sen. Everett Dirksen, William C. Foster, sen. Howard W. Cannon, sen. Leverett Saltonstall, sen. Thomas H. Kuchel, vicepresidente Johnson. Fotografía de Robert Knudsen, en la Biblioteca y Museo Presidencial John F. Kennedy, Boston, 7 de octubre de 1963.

Perturbado por los peligros constantes de la contaminación radiactiva y la proliferación de las armas nucleares, Kennedy presionó para que se adoptara el Tratado de prohibición parcial de ensayos nucleares el cual prohibía las pruebas atómicas sobre tierra, en la atmósfera o bajo el agua, pero no las pruebas bajo tierra. Los Estados Unidos, el Reino Unido y la Unión Soviética fueron los firmantes iniciales del tratado. Kennedy firmó el tratado para que pasara a ser ley estadounidense en agosto de 1963.

#### Irlanda

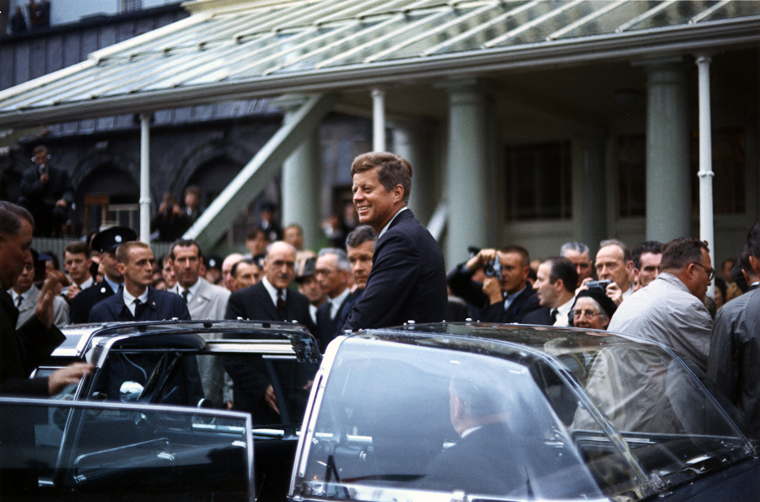
John F. Kennedy en Irlanda el 27 de junio de 1963.

Cuando Kennedy visitó Irlanda en 1963, se reunió con el presidente de ese país, Éamon de Valera, para formar la "Fundación irlandesa estadounidense" (The American Irish Foundation). La misión de esta organización era fomentar las comunicaciones entre estadounidenses con ascendencia irlandesa y el país de sus ancestros. Kennedy profundizó en estas relaciones de solidaridad cultural al aceptar un blasón del Jefe Heraldo de Irlanda.
Visitó también la casa campestre donde vivieron los ancestros de los Kennedy antes de emigrar a Estados Unidos y dijo: "Aquí es donde todo comenzó…".
El 22 de diciembre de 2006, el Departamento de Justicia irlandés desclasificó documentos de la policía que indicaban que Kennedy recibió tres amenazas de muerte durante su visita. Se consideró que eran falsas, pese a lo cual la policía irlandesa adoptó medidas de seguridad extraordinarias.

### Asesinato

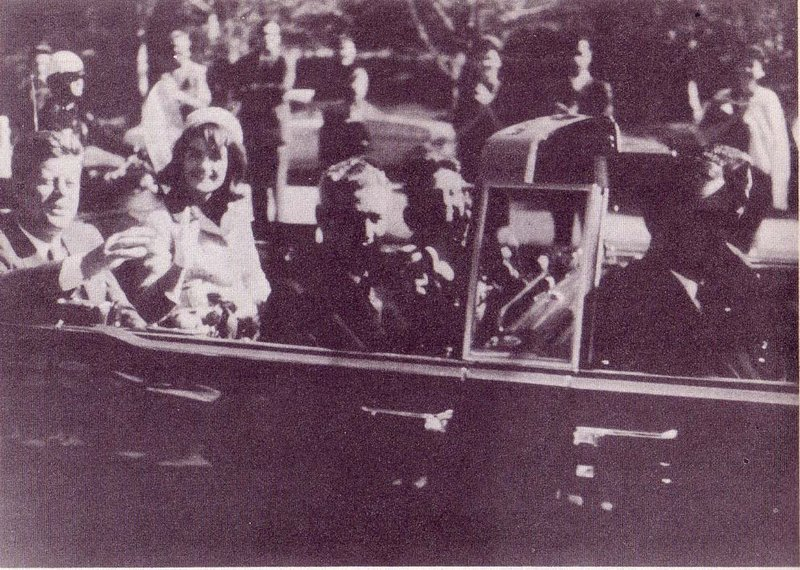
El coche presidencial momentos antes del asesinato.

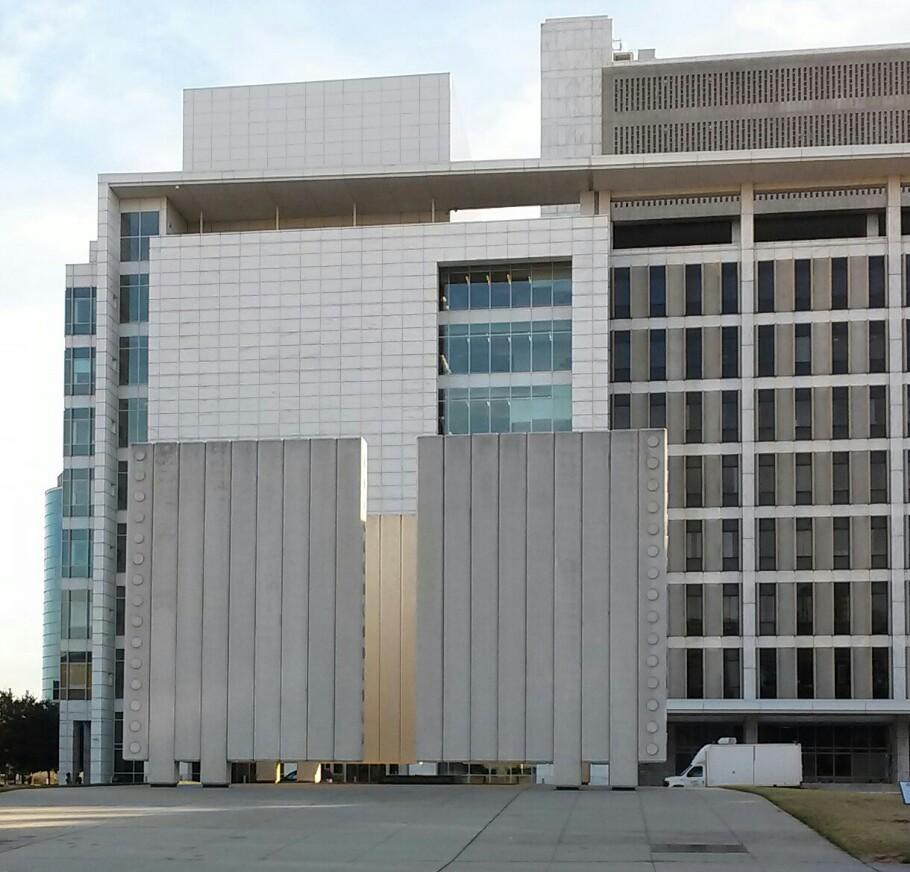
Monumento John F. Kennedy, en el centro de Dallas.

El presidente recibió varios impactos de bala en la calle Elm de Dallas (Texas) mientras viajaba en un Ford Lincoln Continental Convertible, a las 12:30 p. m. el 22 de noviembre de 1963, durante su gira política por el estado de Texas. Fue declarado muerto media hora más tarde.
Lee Harvey Oswald, el supuesto asesino, fue arrestado en un teatro 80 minutos después de los disparos. Oswald fue acusado de matar a un oficial de policía de Dallas, J.D. Tippit, antes de ser acusado por el homicidio del presidente. Oswald dijo no haber matado a nadie, alegó que él solo era un señuelo.
El 29 de noviembre, Lyndon B. Johnson creó la Comisión Warren —presidida por el juez de la Suprema Corte Earl Warren— para investigar el asesinato, la cual concluyó que Oswald actuó solo, pero sus conclusiones siguen siendo objeto de debate, tanto académico como popular.
El Comité Selecto de la Cámara sobre Asesinatos (US House of Representatives Select Committee on Assassinations) o (HSCA) fue establecido en 1976 para investigar el asesinato del presidente John F. Kennedy. Las investigaciones del comité duraron hasta 1978, y en 1979 emitieron el informe final. En dicho informe, concluyó, entre otros hechos, que el presidente John F. Kennedy fue asesinado como resultado de una conspiración, en la que estuvieron involucradas varias dependencias del Gobierno estadounidense. El Departamento de Justicia, FBI, CIA, y la Comisión Warren fueron severamente criticados por dicho Comité por su pobre desempeño en las investigaciones llevadas a cabo, y el Servicio Secreto fue tildado de deficiente en su protección al presidente.
En particular, un porcentaje significativo de estadounidenses encuestados cree en algún tipo de conspiración. Tales creencias también están muy extendidas en la extensa literatura sobre el tema. Según el famoso historiador estadounidense, el Dr. Michael Parenti, de unos 600 libros publicados sobre el asesinato de Kennedy hasta 1996, «el 80 por ciento atribuyó el asesinato a una conspiración vinculada a las agencias de inteligencia de los EE. UU.»

### Funeral y entierro

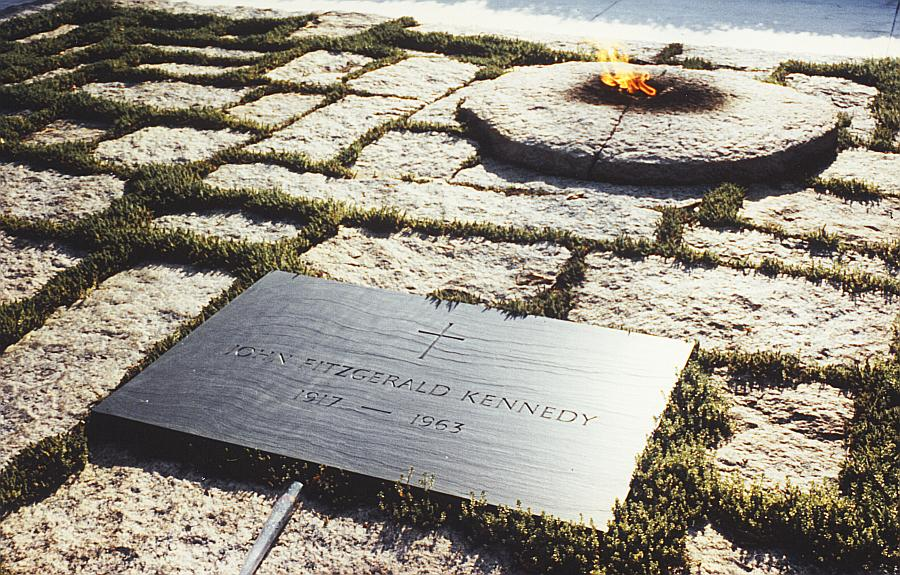
La tumba de Kennedy en el cementerio de Arlington.

Después del asesinato, el cuerpo de Kennedy fue trasladado a Washington D. C., al Ala Este de la Casa Blanca, donde permaneció hasta el domingo. Ese 24 de noviembre, el ataúd fue transportado en una carroza tirada por caballos desde la Casa Blanca hasta el Capitolio, donde fue velado en público. El lunes 25 de noviembre se realizó el funeral de estado, al cual asistieron más de 90 representantes de diversos países. El día siguiente al asesinato, el nuevo presidente Johnson había declarado el lunes como día nacional de luto. En la mañana se realizó una misa en la catedral de San Mateo de Washington D. C. y luego fue enterrado en el Cementerio Nacional de Arlington.
El 14 de marzo de 1967, el cuerpo de Kennedy fue trasladado a su sepultura permanente situada en el Cementerio Nacional de Arlington. Está junto a su esposa y sus hijos menores. Su hermano, el senador Robert F. Kennedy está cerca de ellos. Su tumba fue iluminada por lo que se denomina "llama eterna". En el documental The Fog of War, el entonces Secretario de Defensa Robert McNamara, dijo haber elegido el lugar para la tumba y que Jackie estuvo de acuerdo. Kennedy y William Howard Taft son los únicos presidentes de los Estados Unidos enterrados en el Cementerio Arlington.

### Jueces designados a la Corte Suprema
Kennedy designó a los siguientes magistrados como jueces asociados de la Corte Suprema de los Estados Unidos:
- Byron Raymond White — 1962
- Arthur Joseph Goldberg — 1962

## Vida social y familiar

Los hermanos John, Robert y Edward.

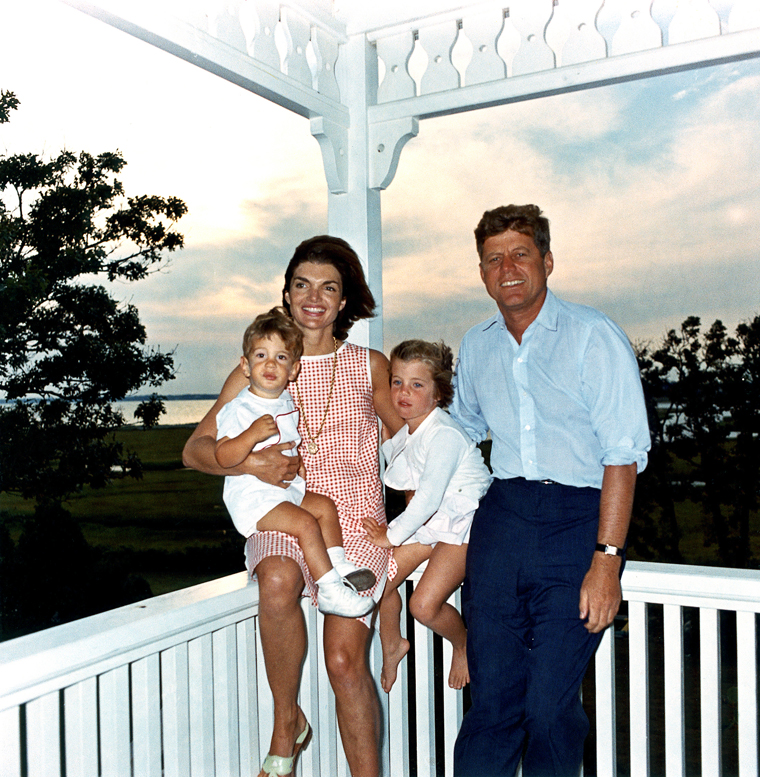
John F. Kennedy con su esposa Jacqueline y sus hijos, John, Jr. y Caroline (1962).

El matrimonio de John y Jackie Kennedy tuvo cuatro hijos, de los cuales su primera hija, Arabella Kennedy, falleció antes de nacer (mortinato) en 1956. Su segunda hija fue Caroline Kennedy, nacida en 1957 y luego tuvieron a su primer varón, John F. Kennedy, Jr., nacido en 1960, quien falleció en un accidente con su avión en 1999. Su último hijo nació el mismo año del asesinato de Kennedy, Patrick Bouvier Kennedy, pero falleció dos días después de su nacimiento debido a problemas respiratorios.
Kennedy y su esposa Jackie eran muy jóvenes en comparación con presidentes y primeras damas anteriores, ambos eran extraordinariamente populares en un sentido más parecido a los cantantes de música pop y las estrellas de cine que a los políticos, influenciando en las modas y convirtiéndose en temas para numerosas revistas populares. Jacqueline compró objetos de arte y muebles para la Casa Blanca y redecoró todos sus cuartos.
A las afueras de la Casa Blanca, los Kennedy establecieron una sala preescolar, una piscina y una casa en un árbol. A Jackie no le gustaba que sus hijos fueran fotografiados, pero cuando ella no estaba, el presidente permitió que el fotógrafo oficial de la Casa Blanca, Cecil Stoughton, fotografiara a los niños, obteniéndose así las imágenes de los niños que probablemente son más conocidas, y especialmente la de John Jr. jugando debajo del escritorio del presidente en el Despacho Oval.
El presidente es asociado generalmente a la cultura popular. Cosas como el Twisting at the White House y el musical Camelot (la obra popular de Broadway) forman parte de la cultura JFK. El álbum de comedia de Vaughn Meader First Family (Primera Familia) —una parodia del presidente, la primera dama, sus hijos y la administración Kennedy— vendió cerca de cuatro millones de copias. El 19 de mayo de 1962 Marilyn Monroe cantó para el presidente en su fiesta de cumpleaños en el Madison Square Garden.

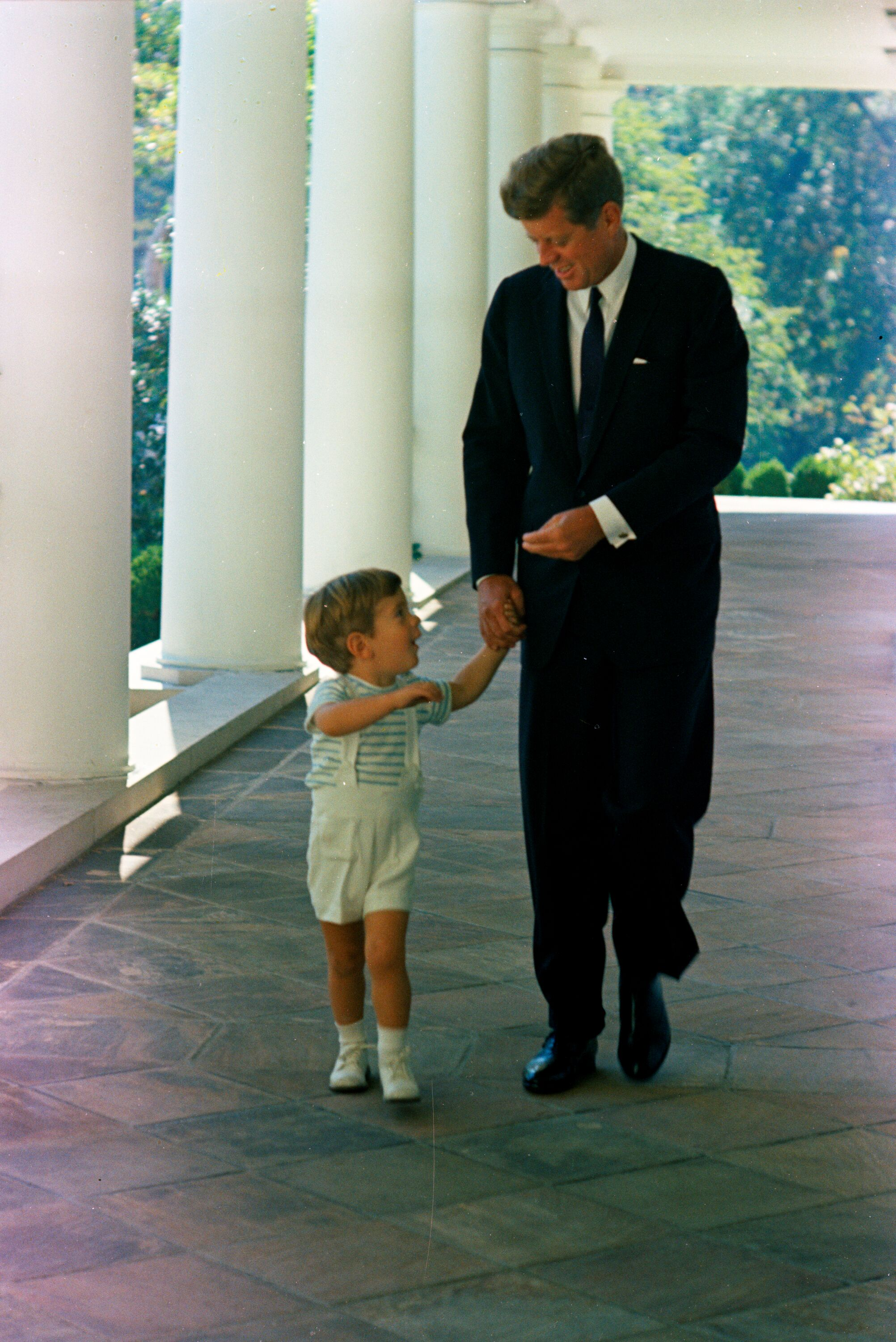
El presidente junto a su hijo John Jr. en un pasillo de la Casa Blanca.

Detrás de la fachada glamourosa, los Kennedy sufrieron grandes tragedias personales. Jacqueline sufrió un aborto natural en 1955, y en 1956 dio a luz a su hija ya fallecida Arabella Kennedy. La muerte de su hijo recién nacido, Patrick Bouvier Kennedy, en agosto de 1963, fue una gran pérdida. Desde la muerte de Kennedy se ha especulado sobre numerosas relaciones extramatrimoniales que este habría mantenido durante su presidencia con mujeres tales como la actriz Marilyn Monroe y Mary Pinchot Meyer, miembro de la llamada Jet-Set.
El carisma de Kennedy y su familia llevó a que se llamara popularmente a su administración como "Camelot", debido a los comentarios de su viuda, quien dijo que la obra de Broadway era una de las favoritas de su esposo en una entrevista realizada por Theodore White, quien, al terminar la entrevista, había "encontrado el titular",
Kennedy tiene el récord reconocido por el Libro Guinness de los récords como quien hablaba más rápido en la vida pública, con una velocidad de 327 palabras por minuto en un discurso de diciembre de 1961.
En octubre de 1951, durante su tercer período como Representante del 11.º distrito de Massachusetts, Kennedy, a los 34 años de edad, se embarcó en un viaje por Asia durante siete semanas, visitando Israel, India, Vietnam y Japón junto a su hermano Robert (de 25 años de edad, quien se había graduado en la facultad de derecho hacía cuatro meses) y su hermana Patricia (de 27 años de edad). Debido a que John era ocho años mayor que Robert, se habían tratado poco. Este viaje de 20 000 millas fue la primera vez que pasaron tanto tiempo juntos y dio como resultado que ambos se considerarán mejores amigos. Robert fue el jefe de campaña de su exitosa elección de Senadores de 1952, volviendo a ejercer dicho cargo para la campaña presidencial de 1960.
Pese a la imagen idílica que el matrimonio Kennedy representaba para buena parte de la opinión pública, John Fitzgerald mantuvo durante algunos años relaciones extramatrimoniales con becarias de su gabinete. Barbara Gamarekian escribió en J. F. Kennedy: Una vida inacabada que «para JFK y sus ayudantes no era raro mantener relaciones sexuales con las jóvenes chicas que trabajaban en la Casa Blanca», Afortunadamente para él, la buena relación del presidente con los medios impidió que estas noticias trascendiesen al conocimiento público.
En la encuesta titulada "lista de las personas más admiradas del siglo veinte" realizada por Gallup, Kennedy salió tercero, superado solo por Martin Luther King, Jr. y la Madre Teresa de Calcuta.

## Legado

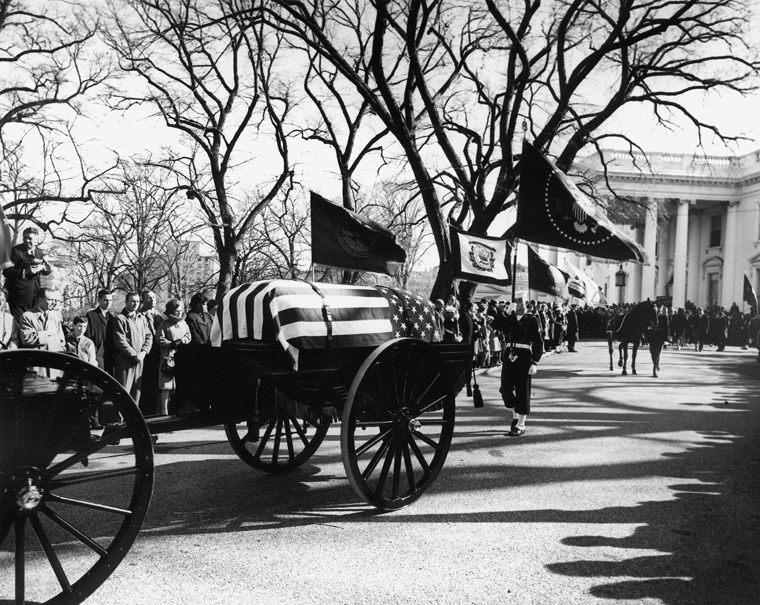
El ataúd de Kennedy parte de la Casa Blanca.

La televisión fue la principal fuente por medio de la cual las personas se mantuvieron informadas de los eventos que rodeaban al asesinato de John F. Kennedy. Los periódicos se guardaron como recuerdos más que como fuentes actualizadas de noticias. Las tres mayores cadenas de televisión suspendieron sus programas habituales y transmitieron noticias permanentemente desde el 22 hasta el 25 de noviembre. El funeral de estado de Kennedy y el asesinato de Lee Harvey Oswald fueron transmitidos en directo a todo el país, así como en otros países del mundo. El funeral de estado fue el primero de tres que ocurrieron en el plazo de 18 meses, los otros dos fueron los del general Douglas MacArthur y el de Herbert Hoover.
El embajador estadounidense ante la ONU, Adlai Stevenson, dijo sobre el asesinato, "todos nosotros… cargaremos con la pena de su muerte hasta el fin de nuestros días".
La muerte del presidente Kennedy y los hechos relacionados con su asesinato mantienen una importancia histórica y política en cuanto a la marcada pérdida de fe del pueblo estadounidense en la política —punto remarcado por periodistas desde Gore Vidal hasta Arthur M. Schlesinger, Jr.—.
El asesinato del presidente Kennedy, y los misterios no aclarados del mismo mantienen su vigencia histórica y política y afectaron la confianza del pueblo estadounidense en la política. Esta muerte, junto al posterior asesinato de su hermano, el senador Robert F. Kennedy y el Asesinato de Martin Luther King, formaron una conjunto de magnicidios que produjo desconfianza en la población en cuanto a la probabilidad de lograr los cambios políticos y sociales esperados.

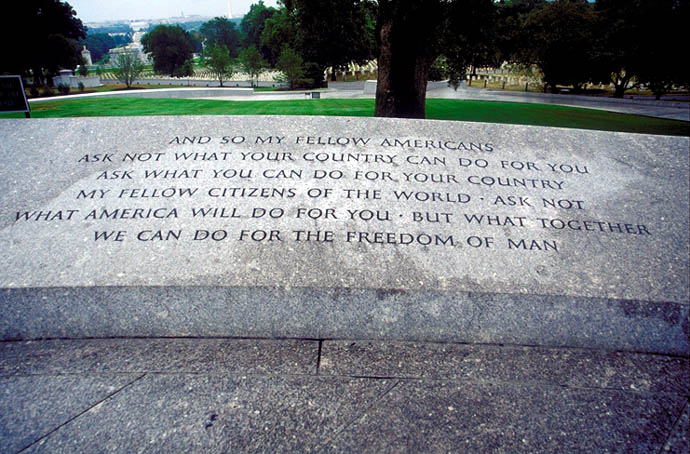
Y así, mis compatriotas estadounidenses, no se pregunten lo que su país puede hacer por ustedes; pregúntense lo que ustedes pueden hacer por su país. Mis compatriotas ciudadanos del mundo, no pregunten lo que Estados Unidos puede hacer por ustedes, sino lo que juntos podemos hacer por la libertad del hombre -- Monumento cerca de la tumba de John F. Kennedy en el cementerio de Arlington.

Muchos de los discursos de Kennedy (especialmente su discurso inaugural) son considerados como íconos. A pesar de su relativamente corto período en el cargo, y aunque no introdujo cambios mayores en la legislación, los estadounidenses suelen votar a Kennedy como uno de los mejores presidentes del país, poniéndolo al mismo nivel que a Abraham Lincoln, George Washington y Franklin D. Roosevelt. Algunos extractos del discurso inaugural de Kennedy están grabados en una placa junto a su tumba en el cementerio de Arlington.
Fue premiado póstumamente con el Premio Pacem in Terris. Este premio fue instituido en honor a la encíclica de 1963 del papa Juan XXIII, en la cual llama a todas las personas de buena voluntad a asegurar la paz entre todas las naciones. La frase en latín, Pacem in Terris, puede traducirse como 'Paz en la tierra'.
Kennedy ha sido el único presidente de los Estados Unidos que ha fallecido antes que sus padres. Es también el único presidente que ha fallecido antes que sus abuelos. Su abuela materna, Mary Josephine Hannon Fitzgerald, falleció en 1964, ocho meses y medio después de su asesinato.

## Homenajes póstumos
- El Aeropuerto Internacional de Nueva York (antiguamente conocido como aeropuerto de Idlewild) fue renombrado como Aeropuerto Internacional John F. Kennedy el 24 de diciembre de 1963. En la actualidad es popularmente conocido como "JFK".
- La "John F. Kennedy Expressway", la mayor autopista de Chicago, fue renombrada en honor a Kennedy por voto unánime del Consejo de la Ciudad de Chicago a los pocos días del asesinato del presidente.
- El bulevar John F. Kennedy en Tampa, Florida, fue renombrado en honor a Kennedy en 1964 con la unanimidad de los votos del Consejo de Tampa. Kennedy visitó Tampa el 18 de noviembre de 1963, solo cuatro días antes de su asesinato. Su caravana lo condujo 8 kilómetros por la Gran Avenida Central hasta el corazón del distrito de los negocios en Tampa.
- El Centro de Operaciones de Lanzamiento de la NASA en Cabo Cañaveral fue renombrado como Centro espacial John F. Kennedy. El mismo cabo Cañaveral fue renombrado como cabo Kennedy, pero esto fue revertido en 1973.
- Un memorial en honor a Kennedy fue establecido en Runnymede, Inglaterra, lugar donde fue firmada la Carta Magna.
- En Bogotá, Colombia, una localidad, su barrio principal y el conjunto urbanístico llevan en su memoria el nombre de Kennedy, Ciudad Kennedy y UPZ John Fitzgerald Kennedy.
- En Tegucigalpa, Honduras, fue constituida en 1966 la Colonia Kennedy, en honor al presidente y proyectos del antiguo Instituto Nacional de la Vivienda (INVA). Por medio del Programa Alianza para el Progreso, que promovió el expresidente de Estados Unidos John F. Kennedy, el INVA obtuvo el primer préstamo con el Banco Interamericano de Desarrollo (BID), dinero que fue utilizado para iniciar el proyecto. El nombre que se le dio al ambicioso proyecto fue como agradecimiento al mandatario y propulsor del programa, John F. Kennedy, y es actualmente considerada como la colonia con más habitantes del país.
- Un tramo de la carrera interestatal 95 de Maryland, que había sido inaugurado por el presidente Kennedy el 14 de noviembre de 1963, ocho días antes de su asesinato, fue renombrado en 1964 como John F. Kennedy Memorial Highway.
- El portaaviones USS John F. Kennedy de la marina de EE. UU. fue nombrado el 30 de abril de 1964, y estuvo en servicio hasta el 23 de marzo de 2007.

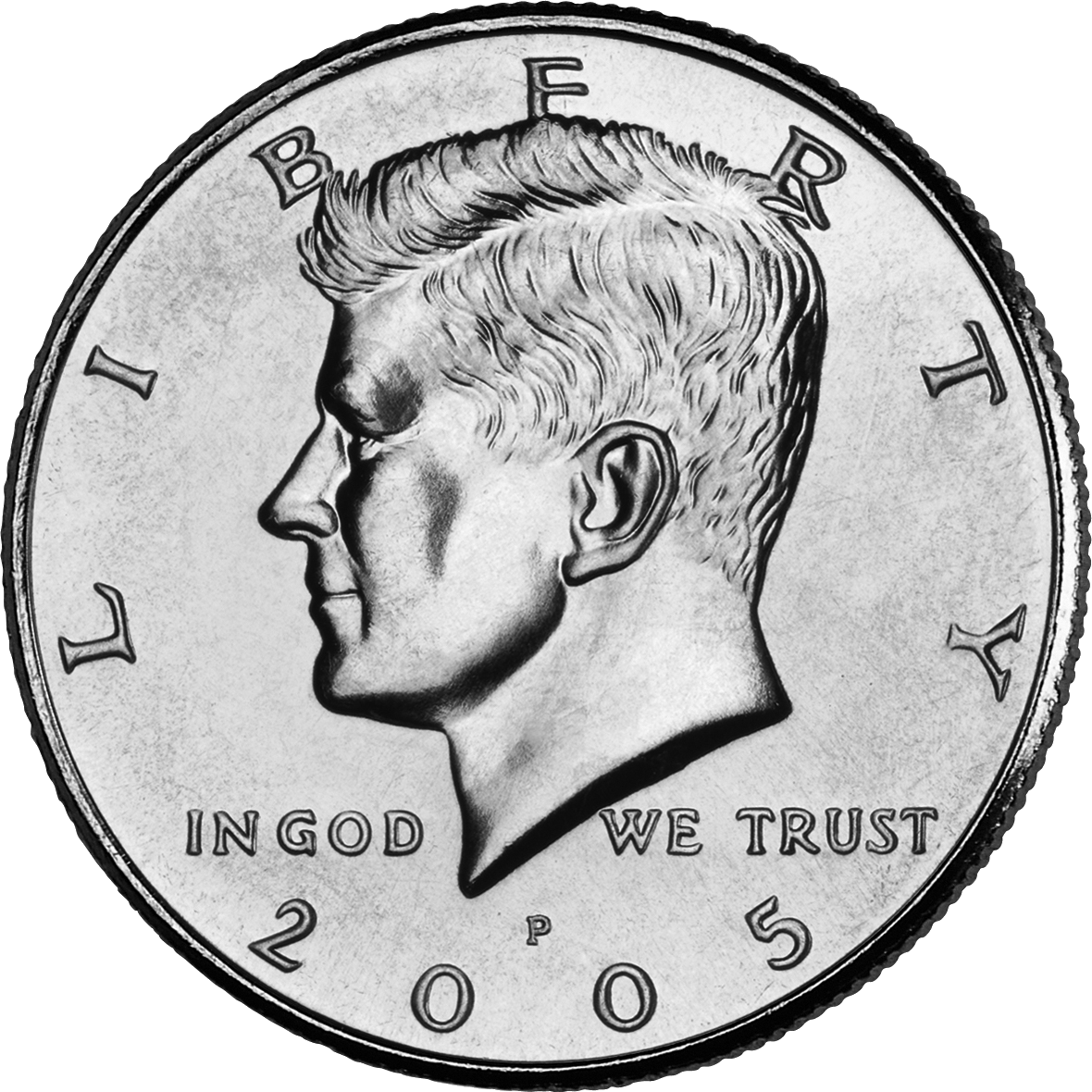
Kennedy aparece en la moneda de medio dólar de EE. UU. desde 1964.

- La Biblioteca y Museo Presidencial de John F. Kennedy abrió sus puertas en 1979 como la biblioteca presidencial oficial de Kennedy.
- La Universidad John F. Kennedy abrió en Pleasant Hill, California, en 1964 como un colegio para la educación de adultos.
- El John F. Kennedy National Historic Site preserva la casa de Kennedy en Brookline.
- En la Universidad Harvard:
  - El Instituto de Política de Harvard sirve como un memorial activo que promueve los servicios públicos en su nombre.
  - La Escuela de Gobierno es conocida como Escuela de Gobierno John F. Kennedy.
- En Buenos Aires, Argentina, una universidad lleva su nombre, la Universidad Argentina John F. Kennedy.
- El Centro John F. Kennedy para las Artes Escénicas abrió en 1971 en Washington D. C. como un memorial a su nombre.
- Un puente sobre el Río Ohio une Louisville, Kentucky y Jeffersonville, Indiana, el cual fue completado cuatro días antes del asesinato de Kennedy, fue renombrado como Puente Memorial John F. Kennedy.
- El Estadio Municipal de Filadelfia fue renombrado Estadio John F. Kennedy en 1964.
- Kennedy fue premiado póstumamente con la Medalla Presidencial de la Libertad en 1963.
- Desde 1964, un retrato de Kennedy aparece en la moneda de medio dólar reemplazando el retrato anterior, de Benjamin Franklin.
- El Yad Kennedy es un memorial que fue establecido en la cresta del bosque de Jerusalén, al suroeste de Jerusalén, cerca de Amminadab.

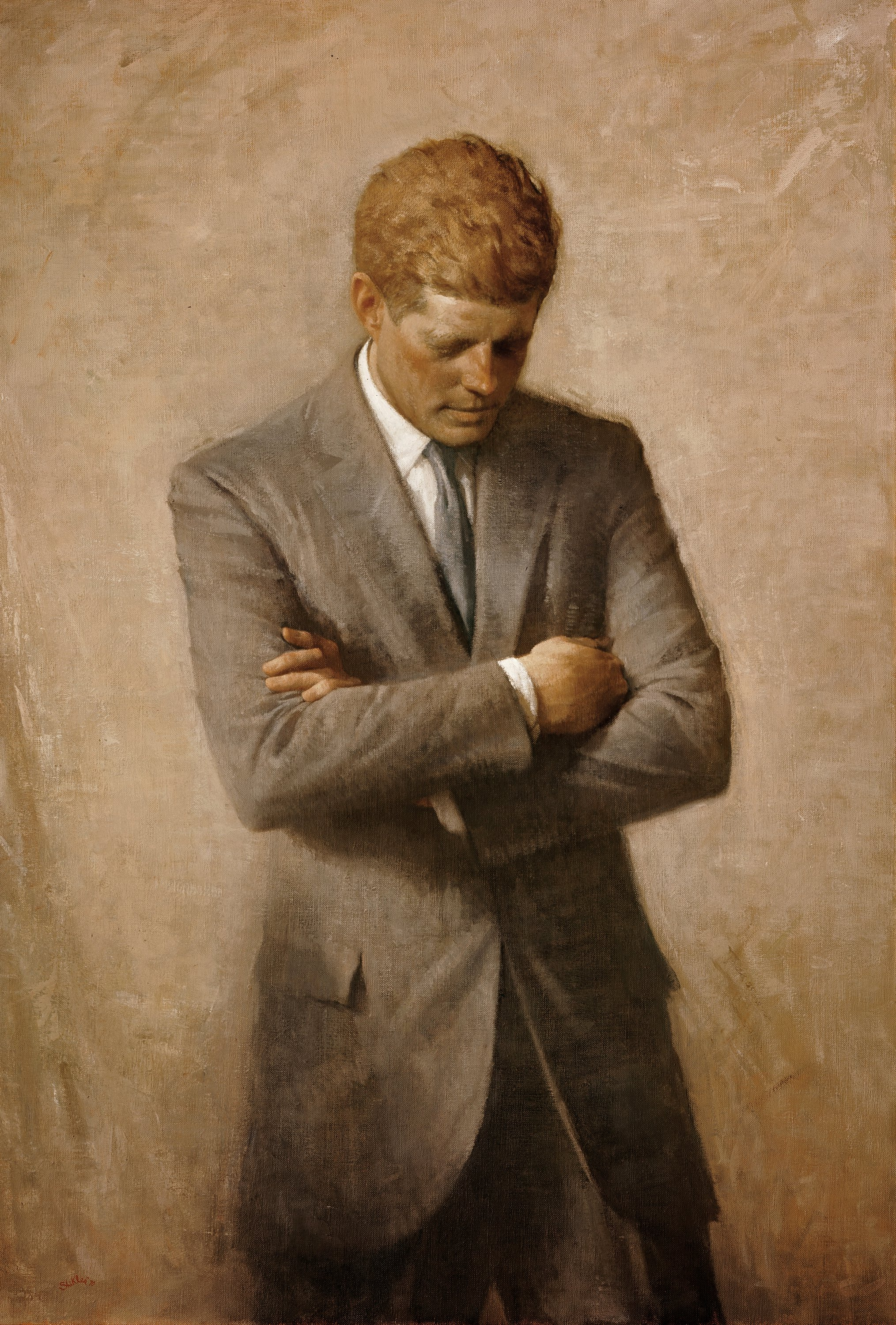
John Fitzgerald Kennedy, obra de Aaron Shikler. Retrato oficial póstumo ubicado en la Casa Blanca.

- Una de las islas Salomón fue nombrada isla Kennedy.
- La ciudad de Evansville, Indiana observó el Día John F. Kennedy el 22 de noviembre de 2003 para conmemorar el 40 aniversario de su muerte.
- Una de las torres residenciales en la Universidad Amherst de Massachusetts fue nombrada Torre Kennedy.
- En febrero de 2007, el nombre de Kennedy y el de su esposa fueron añadidos a la nave espacial japonesa Kaguya con rumbo a la luna, como parte del proyecto Mensajes de la Tierra de la Sociedad Planetaria.
- El John F. Kennedy Special Warfare Center and School del Ejército de los Estados Unidos fue nombrado en su honor debido al apoyo del presidente a los "Army Rangers" y a los Boinas Verdes.
- Miles de colegios en EE. UU. fueron nombrados en su honor. El primer colegio fue el Kennedy Middle School, en Cupertino, California mientras Kennedy vivía (1960). En la semana posterior a su asesinato, los primeros colegios renombrados en su honor fueron el "Kennedy Elementary School" en Butte, Montana y el "John F. Kennedy Middle School" en Long Island en Bethpage, Nueva York.[76]
- El parque Eyre Square en la ciudad Galway City, en Irlanda fue nombrado Parque John F. Kennedy, luego de su visita en 1963.
- La avenida John F. Kennedy, una de las avenidas principales en San Juan, Puerto Rico, en Santo Domingo, República Dominicana y Barranquilla, Colombia.
- En Asunción, Paraguay, una calle lleva el nombre de John F. Kennedy. La misma está ubicada a un lado de la Avenida Eusebio Ayala, una de las principales avenidas de Paraguay.
- En Lima, Perú, el parque más concurrido del distrito turístico de Miraflores, lleva el nombre de John F. Kennedy.
- En Arequipa, Perú, una de las principales avenidas de la ciudad lleva por nombre "Avenida Kennedy"
- Ciudad Kennedy, popular barrio del sur de Bogotá, Colombia, llamado Ciudad Techo hasta 1963 cuando fue cambiado en honor al presidente de los Estados Unidos. En 1961 se emprendió la urbanización gracias a los créditos de Alianza para el progreso impulsado por el propio Kennedy durante una visita de estado a Colombia ese año.
- Una idea que fue rechazada consistía en renombrar al estado de Virginia Occidental en honor de Kennedy.[77] Emile J. Hodel, editor del periódico Post-Herald de Beckley, Virginia Occidental, escribió en la editorial preguntando, "¿Por qué no cambiar el nombre de Virginia Occidental a Kennedy? ¿O a lo mejor a Kennediana? ¿Qué muestra de respeto más grande puede recibir un hombre que el que renombren el estado que más apreciaba, después de su estado natal de Massachusetts, en su honor?".[78]
- En la Ciudad de México existe la Unidad Habitacional John F. Kennedy, un conjunto de viviendas en condominio al oriente de la Capital, inaugurado por el mismo presidente Kennedy en su visita a México y el entonces presidente de México Adolfo López Mateos en 1962.
- En Quito, capital de Ecuador, una importante ciudadela ubicada al norte de la ciudad, fue nombrada John F. Kennedy, en honor al presidente.
- En Santiago de Chile, una importante arteria vial del sector nororiente de la capital se llama Avenida presidente Kennedy, actualmente la avenida conforma la red de Autopistas Urbanas de Santiago al ser parte de la Autopista Costanera Norte. Aquí se encuentran dos de los principales centros comerciales de Chile, el Mall Parque Arauco y el Mall Alto Las Condes y el nuevo Túnel Kennedy, inaugurado en 2017.
- En la ciudad de Paysandú, República Oriental Del Uruguay, existe una escuela de educación primaria que lleva el nombre del presidente, La escuela n°8 "John F. Kennedy".
- En la localidad de Patiecitos en el estado Táchira, Venezuela, existe una escuela de educación primaria con el nombre "John F. Kennedy".

## Escritos
- 1940 - Why England Slept (¿Por qué Inglaterra durmió?). Memoria universitaria publicada como libro
- 1956 - Profiles in Courage (Perfiles de coraje). Libro escrito cuando estaba en el Senado sobre senadores que afrontaron diversas dificultades. Por este libro Kennedy ganó el premio Pulitzer a la mejor biografía.
- 1964 - A Nation of Immigrants (Una Nación de Inmigrantes). Libro póstumo sobre la inmigración en Estados Unidos.

## Interpretaciones en cine y televisión

### Películas
- PT 109 (1963): interpretado por Cliff Robertson
- Acción ejecutiva (1973): sobre el asesinato; mediante uso de archivos históricos
- JFK (1991): sobre el asesinato; interpretado por Steve Reed
- Malcolm X (1992): interpretado de nuevo por Steve Reed
- Ruby (1992): interpretado por Gérard David y Kevin Wiggins
- Forrest Gump (1994): interpretado por Jed Gillin
- Trece días (2000): interpretado por Bruce Greenwood
- Timequest (2002): interpretado por Victor Slezak
- Bubba Ho-Tep (2002): interpretado por Ossie Davis
- C.S.A.: The Confederate States of America (2004): mediante el uso de archivos históricos, él es el candidato republicano para presidente de la Confederación, ganando contra el demócrata Richard Nixon (en la realidad, Kennedy era demócrata y Nixon republicano). Su campaña se basaba en la abolición de la esclavitud y en el sufragio femenino, pero igualmente fue asesinado.
- The Butler (2013): interpretado por James Marsden
- Jackie (2016): interpretado por Caspar Phillipson.
- Blonde (2022): interpretado por Caspar Phillipson.

### Televisión
- President Kennedy’s Birthday Salute (1962): él mismo
- The Missiles of October (1974, TV): interpretado por William Devane
- The Private Files of J. Edgar Hoover (1977): interpretado por William Jordan
- Johnny, We Hardly Knew Ye (1977, TV): interpretado por Paul Rudd
- Young Joe, the Forgotten Kennedy (1977, TV): interpretado por Sam Chew, Jr.
- King (1978, TV): interpretado por William Jordan nuevamente
- Jacqueline Bouvier Kennedy (1981, TV): interpretado por James Franciscus
- Blood Feud (1983, TV): interpretado por Sam Groom
- Kennedy (1983, TV): interpretado por Martin Sheen
- Prince Jack (1985, TV): interpretado por Robert Hogan
- Robert Kennedy & His Times (1985, TV): interpretado por Cliff De Young
- J. Edgar Hoover (1987, TV): interpretado por Art Hindle
- LBJ: The Early Years (1987, TV): interpretado por Charles Frank
- Onassis: The Richest Man in the World (1988, TV): interpretado por David Gillum
- The Kennedys of Massachusetts (1990, TV): interpretado por Steven Weber
- A Woman Named Jackie (1991, TV): grabado por Stephen Collins
- Sinatra (1992, TV): interpretado por James F. Kelly
- J.F.K.: Reckless Youth (1993, TV): interpretado por Patrick Dempsey
- Norma Jean & Marilyn (1996, TV): interpretado por Perry Stephens
- Red Dwarf: Tikka to Ride (1997, TV): interpretado por Michael Shannon
- The Rat Pack (1998, TV): interpretado por William L. Petersen
- Bonanno: A Godfather's Story (1999, TV): interpretado por Matt Norklun
- Jackie Bouvier Kennedy Onassis (2000, TV): interpretado por Tim Matheson, quien actuaba como un vicepresidente ficticio en The West Wing
- How to Marry a Billionaire: A Christmas Tale (2000, TV): interpretado por Dabney Coleman
- Jackie, Ethel, Joan: The Women of Camelot (2001, TV): interpretado por Daniel Hugh Kelly
- Power and Beauty (2002, TV): interpretado por Kevin Anderson
- RFK (2002, TV): interpretado por Martin Donovan
- America's Prince: The John F. Kennedy Jr. Story (2003, TV): interpretado por Randy Triggs
- Days That Shook the World episodio JFK (2003, TV): interpretado por Karl J. Morris
- The Kennedys (2011, TV): interpretado por Greg Kinnear
- JFK: The Final Hours (2013, TV): sobre sus últimas horas; mediante uso de archivos históricos
- 22.11.63 (2016, TV): interpretado por Christopher Phipps
- The Crown (2017, TV): interpretado por Michael C. Hall
- American Horror Story: Double Feature (2021, Disney Plus/Star Plus): interpretado por Mike Vogel